# Lista odcinków serialu Tajemnice Amy
Poniżej znajduje się lista odcinków serialu telewizyjnego Tajemnica Amy – emitowanego przez amerykańską stację telewizyjną ABC Family od 1 lipca 2008 r. W Polsce emitowany od 16 października 2011 przez MTV Polska.

## Przegląd serii
| Sezon | Sezon | Odcinki | Oryginalna emisja | Oryginalna emisja |
| Sezon | Sezon | Odcinki | Premiera sezonu   | Finał sezonu      |
| ----- | ----- | ------- | ----------------- | ----------------- |
|       | 1     | 23      | 1 lipca 2008      | 23 marca 2009     |
|       | 2     | 24      | 22 czerwca 2009   | 22 marca 2010     |
|       | 3     | 26      | 7 czerwca 2010    | 6 czerwca 2011    |
|       | 4     | 24      | 13 czerwca 2011   | 4 czerwca 2012    |
|       | 5     | 24      | 11 czerwca 2012   | 10 czerwca 2013   |

## Sezon 1 (2008–2009)
| #  | Tytuł                                       | Reżyseria            | Scenariusz                                                | Premiera         |
| -- | ------------------------------------------- | -------------------- | --------------------------------------------------------- | ---------------- |
| 1  | Falling In Love                             | Ron Underwood        | Brenda Hampton                                            | 1 lipca 2008     |
| 2  | You Are My Everything                       | Keith Truesdell      | Brenda Hampton                                            | 8 lipca 2008     |
| 3  | I Feel Sick                                 | Ron Underwood        | Brenda Hampton                                            | 15 lipca 2008    |
| 4  | Caught                                      | Keith Truesdell      | Brenda Hampton                                            | 22 lipca 2008    |
| 5  | What Have You Done To Me?                   | Ron Underwood        | Brenda Hampton                                            | 29 lipca 2008    |
| 6  | Love for Sale                               | Keith Truesdell      | Brenda Hampton                                            | 5 sierpnia 2008  |
| 7  | Absent                                      | Anson Williams       | Brenda Hampton, Jeffery Rodgers                           | 12 sierpnia 2008 |
| 8  | Your Cheatin’ Heart                         | Keith Truesdell      | Brenda Hampton, Elaine Arata                              | 19 sierpnia 2008 |
| 9  | Slice of Life                               | Jason Priestley      | Brenda Hampton, Jeff Olsen, Chris Olsen                   | 26 sierpnia 2008 |
| 10 | Back to School Special                      | Keith Truesdell      | Caroline Kepnes                                           | 2 września 2008  |
| 11 | Just Say No                                 | Jason Priestley      | Caroline Kepnes, Elaine Arata, Jeff Olsen, Brenda Hampton | 9 września 2008  |
| 12 | The Secret Wedding of the American Teenager | Lindsley Parsons III | Brenda Hampton                                            | 5 stycznia 2009  |
| 13 | Baked Nevada                                | Anson Williams       | Brenda Hampton                                            | 12 stycznia 2009 |
| 14 | The Father and the Son                      | Keith Truesdell      | Brenda Hampton                                            | 19 stycznia 2009 |
| 15 | That’s Enough of That                       | Anson Williams       | Brenda Hampton, Jeffrey Rodgers                           | 26 stycznia 2009 |
| 16 | Chocolate Cake                              | Keith Truesdell      | Brenda Hampton, Jeffrey Rodgers                           | 2 lutego 2009    |
| 17 | Unforgiven                                  | Jason Priestley      | Brenda Hampton, Elaine Arata                              | 9 lutego 2009    |
| 18 | Making Up Is Hard To Do                     | Keith Truesdell      | Brenda Hampton, Chris Olsen, Jeff Olsen                   | 16 lutego 2009   |
| 19 | Money for Nothing, Chicks For Free          | Jason Priestley      | Brenda Hampton, Caroline Kepnes                           | 23 lutego 2009   |
| 20 | Maybe Baby                                  | Keith Truesdell      | Brenda Hampton                                            | 2 marca 2009     |
| 21 | Whoomp! (There It Is)                       | Jason Priestley      | Brenda Hampton                                            | 9 marca 2009     |
| 22 | One Night at Band Camp                      | John Schneider       | Brenda Hampton, Jeffrey Rodgers                           | 16 marca 2009    |
| 23 | And Unto Us, A Child Is Born                | Keith Truesdell      | Brenda Hampton                                            | 23 marca 2009    |

## Sezon 2 (2009–2010)
| 1 | The Big One                       | Keith Truesdell      | Brenda Hampton, Elaine Arata                  | 22 czerwca 2009  |
| Amy oczekuje pomocy od swojej matki, ale Anne Juergens musi iść do pracy, poza tym jest w ciąży. Ricky pomaga przy dziecku. Grace decyduje się na swój pierwszy raz z Jackiem. Adrian próbuje ją odwieść od tego pomysłu, twierdząc, że koleżanka nie jest gotowa emocjonalnie na podjęcie współżycia seksualnego. Uprawia jednak seks i jest bardzo zadowolona po pierwszym razie. W wyniku wypadku samolotowego ginie ojciec Grace, dr Bowman. |                                   |                      |                                               |                  |
| 2 | What’s Done Is Done               | Gail Bradley         | Brenda Hampton, Elaine Arata                  | 29 czerwca 2009  |
| Grace twierdzi, że to ona zabiła ojca przez to, że uprawiała seks i była jeszcze po tym zadowolona. Dziewczyna cały dzień leży w łóżku, nikt nie może jej przekonać, że to nie jej wina. Obarcza się śmiercią ojca. Ben odczuwa, że chciałby współżyć z Amy. Dziewczyna po porodzie oświadcza, że nie ma ochoty na seks przez dłuższy czas. Leo Boykewich zaczyna się spotykać z prostytutką, nie zna jednak prawdy o kobiecie. |                                   |                      |                                               |                  |
| 3 | Par for the Course                | Keith Truesdell      | Brenda Hampton                                | 6 lipca 2009     |
| Cała szkoła się wybiera na pogrzeb ojca Grace. Jednak nie chcą iść tam jako żałobnicy, lecz jako hazardziści. Jeden z uczniów zrobił zakład, czy Grace przyjdzie na pogrzeb, czy też nie. Amy chciałaby iść na pogrzeb, ale będzie wtedy w pracy – w żłobku przykościelnym, tę pracę załatwiła jej Grace. Adrian czuje się winna tego, co się stało, uważa to za znak, by przestała uprawiać seks. |                                   |                      |                                               |                  |
| 4 | Ciao                              | Anson Williams       | Brenda Hampton                                | 13 lipca 2009    |
| Leo Boykewich proponuje synowi wyjazd na wakacje do Bolonii. Ben nie wie, jak o tym powiedzieć Amy i radzi się Adrian, która oznajmia to dziewczynie w bardzo niezręcznej sytuacji. O Bolonii krąży legenda, że jest miastem słynącym z seksu oralnego. Grace wraca do szkoły i zostaje na wejściu napiętnowana przez uczniów, którzy wyśmiewają się z niej. Ze łzami w oczach wychodzi ze szkoły. Spotyka ją George Juergens. Grace zwierza się mu ze swoich problemów, Geroge mówi, że nie poddał się zabiegowi wazektomii. Amy chciałaby jechać do Bolonii, ale nikt nie chce się zająć jej synem, Johnem. David, nowy partner Anne Juergens pyta jak to możliwe, że zaszła w ciążę z nim, bo w jego rodzinie jest duży procent bezpłodności, więc to, że zostanie ojcem będzie niemal cudem medycznym. Wszystko to słyszy stojący na zewnątrz George. David oświadcza się Anne. |                                   |                      |                                               |                  |
| 5 | Born Free                         | Keith Truesdell      | Caroline Kepnes                               | 20 lipca 2009    |
| Grace rozpowiedziała o kłamstwie George’a Juergensa na temat wazektomii. Wieść rozeszła się po szkole. Amy chce bardzo pojechać do Włoch. Jest wręcz napastliwa i nie daje się przekonać, że Ben powinien sam pojechać w tę podróż. Podczas przerwy Betty przynosi Benowi lunch. Amy myśli, że jest to prostytutka. Ben pyta Ricky’ego, co o tym sądzi, zaś Ricky każde mu zacząć od źródła – zapytać o to Betty. |                                   |                      |                                               |                  |
| 6 | The Summer of Our Discontent      | Lindsley Parsons III | Jeffrey Rodgers                               | 27 lipca 2009    |
| Zbliżają się wakacje. Jack ma wyjechać na obóz footballowy, ale chciałby zostać z Grace, która każe mu jechać. Sama może jechać na obóz cheerleaderek, ale nie chce. Dostaje zaproszenie na prestiżowy obóz medyczny, na który papiery za nią złożył niedawno zmarły ojciec. To znakomita okazja, z której Grace także nie chce skorzystać. Amy nie zaliczyła trzech przedmiotów i musi zostać w wakacje w szkole. George Juergens dostaje papiery rozwodowe. Ricky adaptuje mieszkanie nad sklepem mięsnym i wprowadza się. Pierwszą noc spędzi ze swoim synem Johnem, co za złe ma mu Adrian. Dziewczyna chciałaby mieć Ricky’ego na wyłączność. Adrian odwiedza George’a i mówi, że wie o jego fałszywej wazektomii. Pyta go o sprzedaż domu, który chcieli by kupić jej rodzice. Ben przed odlotem do Włoch wpada pożegnać się z Amy. Zastaje tam Ricky’ego. |                                   |                      |                                               |                  |
| 7 | Summertime                        | Keith Truesdell      | Brenda Hampton                                | 3 sierpnia 2009  |
| Ben wraca z Włoch. Ricky’ego odwiedza nowa dziewczyna. Adrian spała z kimś nowym. Zaczyna się szkoła. To pierwszy dzień w liceum dla Ashley. David, narzeczony Anne Juergens, kupuje Amy samochód. Grace po powrocie z obozu medycznego zachowuje się jak zawodowy lekarz, czym zraża do siebie. George mówi Anne, że nie poddał się wazektomii. |                                   |                      |                                               |                  |
| 8 | A New Kind of Green               | Anson Williams       | Brenda Hampton                                | 10 sierpnia 2009 |
| Adrian wierci dziurę w brzuchu ojcu, by kupić dom George’a Juergensa. Ruben mówi, że jak tylko George wystawi dom na sprzedaż, to go kupi. Dziewczyna wpada do domu George’a i obserwuje zza okna kłótnię Amy i Ricky’ego. Amy jest zazdrosna o Bena, podejrzewa, że jej chłopak uprawiał seks we Włoszech. Grace chce wzbudzić zazdrość Jacka, kiedy dowiaduje się, że podczas wakacji spotkał się z Madison, chce umówić się z Benem na spotkanie dotyczące ich grupy wsparcia – nastolatków, którzy stracili rodziców. |                                   |                      |                                               |                  |
| 9 | Hot Nuts                          | Keith Truesdell      | Brenda Hampton                                | 17 sierpnia 2009 |
| Ben zaprasza Amy na kolację, a w tym czasie dzieckiem ma zająć się Ricky. Dziewczyna jest zazdrosna, podejrzliwa i zmęczona, wobec czego kolacja się nie udaje. Amy chce zabrać Johna i jechać do domu. Wpada do mieszkania Richy’ego i tam zastaje swoje dziecko w ramionach Adrian. Wyzywa ją od dziwki i każe się trzymać z daleka od dziecka. Następnego dnia w szkole jest kolejna kłótnia, w której Adrian nazywa matkę Amy dziwką. Amy jest na tyle zuchwała, że obraża także trenera, który słyszy kłótnię dziewczyn. Zostaje zawieszona na dzień w szkole. Nie chcąc, by jej sąsiadką była Adrian Amy robi wszystko, by ojciec nie sprzedał domu. David rozmawia z Anne, radzi jej, by się zastanowiła po urodzeniu dziecka, by nie wychodziła pochopnie znowu za mąż, zostawia jej samochód pierwotnie przeznaczony dla Amy. |                                   |                      |                                               |                  |
| 10 | Knocked Up, Who’s There?          | Anson Williams       | Brenda Hampton                                | 24 sierpnia 2009 |
| Na korytarzu do Bena podchodzi Heather, dziewczyna w ciąży. Chce się z nim zaprzyjaźnić. Amy czuje się zazdrosna. Ashley zostaje poderwana przez Marka. Ricky proponuje podwójną randkę, by Ashley nie musiała jechać na spotkanie w towarzystwie matki Marki. W kościele zawiązuje się grupa abstynentów seksualnych. Grace ma opowiedzieć o tym, jak wiele szkody w jej życiu wyrządził seks. George zabrania córkom wyjścia, ponieważ Anne musi odpocząć i chciałby, żeby ten wieczór spędzili rodzinnie. Amy chce mimo to wyjść, lecz George ją zatrzymuje. Wieczorem przyjeżdża do niej Ben wraz Heather. Heather pyta Amy o poród i o możliwość adopcji dziecka. |                                   |                      |                                               |                  |
| 11 | Cramped                           | Keith Truesdell      | Brenda Hampton                                | 31 sierpnia 2009 |
| George i Ashley wyprowadzają się z domu, do którego za chwilę wprowadzi się Adrian z rodzicami. George zaadaptował garaż na pokój dla Ashley, ponieważ w jej pokoju mieszka John, a niedługo będzie jeszcze jedno dziecko. Amy ma pretensje, uważa, że ma większe potrzeby i jej by się ten pokój przydał. Ricky przynosi zakupy i razem z Ashely jadą na wyprzedaż starych mebli. Po powrocie robi się mała awantura. George przestrzega córkę przed spotykaniem się z chłopakiem, który jest ojcem dziecka jej siostry. Ricky przychodzi do Adrian i żali się jej, że wszyscy mają do niego jakieś pretensje. Adrian kocha go i nie chce tylko uprawiać z nim seksu, ale być z nim. Dziewczyna proponuje, by poszli razem na terapię. Ben pyta ojca, czy Amy mogłaby się do nich wprowadzić. |                                   |                      |                                               |                  |
| 12 | Be My, Be My Baby                 | Anson Williams       | Brenda Hampton, Jeffrey Rodgers               | 7 września 2009  |
| Adrian wprowadza się do nowego domu. Razem z Rickym uczestniczy w terapii, podczas której dziewczyna wyznaje, że zależy jej stałym związku, bo jej przyjaciel, z którym odbyła pierwszy stosunek seksualny odszedł od niej, miał raka. Amy chciałaby, żeby się z Benem zaręczyli, wtedy będą traktowani przez innych poważnie i będą mogli zamieszkać razem. Ojciec Bena i Betty radzą mu to przemyśleć, zwłaszcza że Ben dostaje telefony z Włoch. Anne zaczyna rodzić. Poród odbiera George. |                                   |                      |                                               |                  |
| 13 | You Don’t Know What You’ve Got... | Keith Truesdell      | Brenda Hampton, Chris Olsen, Jeff Olsen       | 4 stycznia 2010  |
| Amy i Anne przebywają na wczasach. Pojechały, żeby oderwać się od powszednich spraw. Ben zastanawia się nad zerwaniem z Amy. Ricky proponuje mu wybranie się na wagary, dołącza się do nich Jack. Grace rozmawia z Adrian o swoim niedoszłym seksie oralnym z Jackiem. Adrian zabiera ją na wagary, dołączają się do nich Ashley i jej przyjaciel gej – Griffin. Informacja o wagarach się rozniosła. Madison i Lauren oraz Hank, który niedawno zmienił imię z Henry, i Alice jadą za nimi. Jeden z uczniów donosi na wagarowiczów do doradcy szkolnego, która powiadamia rodziców. Na plaży przybiega do Bena dziewczyna z Włoch, niezapowiedziana wizyta wprawia chłopaka w konsternację. Ruben, ojciec Adrian, radzi Ricky’emu, by upomniał się o swoje prawa ojcowskie w sądzie. |                                   |                      |                                               |                  |
| 14 | Til It’s Gone                     | Gail Bradley         | Brenda Hampton, Jeffrey Rodgers, Elaine Arata | 11 stycznia 2010 |
| Amy i Anne nadal są na wyjeździe. W sklepie Anne spotyka dawnego kolegę. Amy także w tym sklepie spotyka syna znajomego matki z czasów młodości. Dziewczyna przedstawia się jako Nicolette, chce się odciąć od tego, kim jest w Kalifornii – nastoletnią matką. Adrian nie chce uprawiać seksu z Rickym, twierdząc, że to umocni ich związek. Chłopakowi to się nie podoba. Grace przygotowuje się do masturbacji. Potem wpada Jack i uważa, że Grace go zdradza, wskazuje na to odpowiednie przygotowanie pokoju (płatki róż na łóżku, muzyka), tak jak podczas ich pierwszego razu. Griffin nocuje u Ashley, to jej pierwszy przyjaciel. Ruben przychodzi do George’a z alkoholem i rozmawiają o Rickym i Amy. Ben gości po kryjomu Włoszkę Marię. Przyłapuje ich Leo Boykewich. Kiedy dowiaduje się kim jest ojciec Marii radzi synowi być ostrożnym. Prawdopodobnie to mafioso. |                                   |                      |                                               |                  |
| 15 | Loved & Lost                      | Keith Truesdell      | Brenda Hampton, Jeffrey Rodgers, Elaine Arata | 18 stycznia 2010 |
| Adrian rzuca telefonem w sklep mięsny, w którym pracuje Ricky, ponieważ dowiedziała się, że ją zdradził. Bunny – kierowniczka sklepu nie wzywa policji, chce tylko, by zapłacono za szybę. To dość duża kwota. Adrian szuka pożyczki. Ben daje Ricky’emu pieniądze na szybę, mówiąc, że to przyjacielski gest. W międzyczasie Adrian przychodzi do domu Grace i dostaje pieniądze od jej przyrodniego brata, Toma. Tom chce się ożenić z Adrian i zrywa z Tammy. W tej sprawie przychodzą do domu Bowmanów rodzice Tammy. W szkole Ben zrywa z Amy, robi to z powodu pretensjonalnego zachowania Amy, która domaga się zerwania, mówiąc, że skoro ona ma chłopaka (a tak naprawdę nie ma), a on ma Marię, to niech zerwą oficjalnie. Wieczorem Ben wybiera się z Marią na kolację, pod dom Boykewichów podjeżdża Amy. |                                   |                      |                                               |                  |
| 16 | Just Say Me                       | Anson Williams       | Brenda Hampton, Paul Perlove                  | 25 stycznia 2010 |
| Adrian szuka sposobu, by zaprzyjaźnić się z Amy. Kiedy młoda matka jest zmęczona i nikt nie chce jej przynieść wody, Adrian to robi. Ricky uważa, że to udawana przyjaźń, na co Adrian odpowiada, że to kwestia czasu, by zmieniła się w prawdziwą przyjaźń. Grace mówi dziewczynom o masturbacji. W szkole rozpoczyna się akcja Just say me (Powiedz ja). Dziewczyny zobowiązują się, by przez tydzień nie uprawiać seksu z chłopakami. Amy dzwoni do Adrian, która natychmiast przybiega. Amy pozwala Adrian trzymać Johna. W szkole Ben chce porozmawiać z Amy, przerywa im rozmowę Donna, która potrzebuje pomocy z włoskiego. Ben i Donna odchodzą. Chwilę później pojawia się Jimmy – chłopak poznany w supermarkecie, umawia się z Amy na wieczór. |                                   |                      |                                               |                  |
| 17 | The Second Time Around            | Keith Truesdell      | Brenda Hampton, Elaine Arata                  | 1 lutego 2010    |
| Amy wychodzi na kolację z Jimmym. Przed wyjściem Ashley radzi jej wziąć kondoma. Griffin, przyjaciel Ashely, przysłał swojego kuzyna z pizzą, Ashely spędza z nim wieczór. Podczas spotkania do Amy i Jimmy’ego przysiadają się Lauren, Madison, Jack i jeszcze jeden chłopak. Jack wie, że Grace się umówiła z Benem. Potem przyjaciółki Amy dzwonią do niej w tej sprawie. Grace po spędzonym wieczorze całuje Bena. Amy zostawiła w samochodzie Jimmy’ego torebkę. Chłopak wraca po nią. Otwierając drzwi wysypuje się cała zawartość. Znalazłszy kondoma Jimmy prosi nowego znajomego Ashley, by odniósł torebkę Amy. Dziewczyna zastanawia się dlaczego Jimmy sam nie przyszedł. Czuje się zmieszana. George pojechał do Anne z kwiatami. Nazajutrz Anne wróciła, ale stwierdziła, że to był błąd, widząc przez okno jak George rozmawia z kobietą w sprawie psa, który zapłodnił jej sukę. |                                   |                      |                                               |                  |
| 18 | Let’s Try That Again              | Barry Watson         | Brenda Hampton                                | 8 lutego 2010    |
| Grace jest zła na matkę, że zamierza się zaręczyć z młodszym mężczyzną, mimo że nie minął rok od śmierci ojca. W szkole organizowany będzie taniec matki i córki. To okazja na zbliżenie pokręconych i zawiłych relacji między córkami i matkami, a także pasierbicami i macochami, ponieważ niektóre bohaterki serialu nie mają matek. Amy zastanawia się co było źle w randce w Jimmym. Zwierza się koleżankom, że się całowali. Być może problemem było to, że Amy słabo całuje. Pyta się Ricky’ego o to, jak całuje. Chłopak oferuje jej po przyjacielsku pomoc w ćwiczeniu całowania. Adrian dzwoni do Ashley zapytać się czy Jimmy się odezwał i zastanawia się co było nie tak, twierdzi, że to z tą torebką, po którą się wrócił Jimmy był jakiś problem. Ashely się rozłącza. Madison rozmawia ze swoją macochą. Ben nie mogąc dostać wiadomości zwrotnej od Grace przyjeżdża do niej. Tam zastaje Jacka, dowiaduje się, że Grace zależy na Benie i nie chciała go wciągać w sprawy zaręczyn jej matki. Ashely wchodzi do pokoju, kiedy Amy i Ricky przygotowują się do całowania. Ricky to zauważa, zaraz jednak całuje Amy. |                                   |                      |                                               |                  |
| 19 | The Rhythm of Life                | Keith Truesdell      | Brenda Hampton, Jeffrey Rodgers               | 15 lutego 2010   |
| W szkole odbywa się Taniec Matki i Córki – impreza zorganizowana przez nową doradcę szkolną, która uwielbia tańczyć. Podczas tego wieczoru matki bohaterek ze sobą rozmawiają. Cindy – matka Adrian i Kathleen – matka Grace chcą wyjść za mąż, Anne niechcący, tak by nie być gorszą, mówi o ponownym wyjściu za George’a. Podczas nieobecności kobiet George, Ricky i Ruben grają w karty. Przy stole George i Ruben mają pretensje do chłopaka, że całował się z Amy. Ricky wyjaśnia, że był to tylko całus ćwiczeniowy. Adrian cały czas myśli o Amy i Jimmym, dlaczego im nie wyszło, w końcu prosi o dziewczynę o kondoma, Adrian przechadza się z nim ostentacyjnie. Ben myśli o Amy i postanawia pojechać do niej. W drzwiach Amy mówi o całowaniu się z Rickym, Ben odchodzi. Siedzi w samochodzie przed domem, co widzi Adrian, która przychodzi do niego. |                                   |                      |                                               |                  |
| 20 | Mistakes Were Made                | Anson Williams       | Brenda Hampton                                | 22 lutego 2010   |
| Ricky nie przyszedł do pracy. Bunny dzwoni do niego i chłopak mówi, że Adrian przespała się z Benem. Adrian czuje się okropnie po tym, co się stało, podobnie jak Ben. Madison i Lauren zostają z Johnem, a Amy jedzie do Jimmy’ego zapytać się, dlaczego nie odezwał się. Anne i George są u psychologa i rozmawiają na temat swojego związku. Leo jest zły na syna za to, że popsuł przyjaźń z Rickym. Jedzie do Ricky’ego, ale go nie zastaje, chłopak gdzieś zniknął i zabrał wszystkie swoje rzeczy. U Ashley przebywa Grant, George myśli, że tak jak Griffin chłopak jest gejem. Adrian idzie do Grace się pożalić, lecz nie zyskuje przychylności. Tom, brat Grace, odwiedza Adrian i próbuje ją pocieszyć. Leo odbywa poważną rozmowę z Benem, w której chłopak tłumaczy się dlaczego się przespał z Adrian. |                                   |                      |                                               |                  |
| 21 | Choices                           | Keith Truesdell      | Brenda Hampton, Elaine Arata                  | 1 marca 2010     |
| Ricky pojechał do swojej matki. Ashley do niego dzwoni, dowiaduje się gdzie jest, a także zapewnia o swojej przyjaźni. Adrian mówi swojej matce o tym, co zaszło. Następnie Ruben, mówi Adrian, że to był błąd i należy przeprosić pokrzywdzonych. Dziewczyna jednak jest zbyt dumna, by przyznać się do winy i ukazać skruchę. Na korytarzu podchodzi do Bena i łapie go za podbródek w specyficzny sposób, co zauważa stojąca blisko Amy. Leo rozmawia twardo z synem na temat jego występku, w emocjach Ben wytyka ojcu, że się związał z prostytutką. Leo powiedział, że Ben ma naprawić błąd, który popełnił, a on w tym czasie zastanowi się, czy może tu dalej mieszkać. Amy płacze i matka zastanawia się co jej się stało, dziewczyna mówi o całym przypadku Adrian i Bena oraz o zniknięciu Ricky’ego, jednak gdy dzwoni Jimmy od razu się rozchmurza. Ricky spotyka się ze swoją matką. Odbywają trudną rozmowę, w której chłopak wytyka matce, że pozwoliła na znęcanie się ojcu. Matka odpiera zarzuty mówiąc, że także nie miała lekkiego życia z ojcem. Na koniec daje uzbierane pieniądze Ricky’emu.                   |                                   |                      |                                               |                  |
| 22 | Good Girls & Boys                 | Anson Williams       | Brenda Hampton                                | 8 marca 2010     |
| Leo rozmawia z Rickym i radzi mu, by nie uciekał od kłopotów. Ben odwiedza Ricky’ego, który powrócił. Odbywa się trudna rozmowa. Ben chciałby, aby Ricky go uderzył. Chłopak nie chce, na co Ben go uderza, lecz jest to nieudany cios wykonany śmiesznie. Ruben radzi Adrian przeprosić Ricky’ego, schować dumę do kieszeni i nie komentować tego, co on powie. Dziewczynie trudno to przychodzi. Podczas burzliwej rozmowy w szkole Ricky mówi co o tym myśli. Adrian z płaczem wraca do domu. Kiedy Ben chce porozmawiać z Amy, ta ucieka. Anne mówi George’owi, że mogą się pobrać ponownie w rocznicę ich ślubu, jeśli uda im się wytrwać, na co George jest oburzony, bo właśnie minęła ich rocznica. Ricky oświadcza Amy, że ma dość skrępowanych odwiedzin syna, które muszą odbywać się w domu jej rodziców. Chce więcej czasu spędzać z dzieckiem samodzielnie, bez konieczności przyjeżdżania do Amy. |                                   |                      |                                               |                  |
| 23 | I Got You, Babe                   | Keith Truesdell      | Brenda Hampton, Jeffrey Rodgers               | 15 marca 2010    |
| Adrian radzi Amy walczyć o Johna i proponuje jej zebranie nagrań przyjaciół, które pomogą jej w sądzie przeciw Ricky’emu. Anne i George spotykają się na kolacji z rodzicami zastępczymi Ricky’ego, rozmowa dotyczy dostępności do Johna. Ben na początku nagrywa wiadomość dla sądu na korzyść Amy, lecz po namyśle zmienia nagranie, gdyż jest to nieuczciwe wobec Ricky’ego. Dochodzi do spotkania w sądzie. Sąd przyznaje opiekę nad dzieckiem w weekendy ojcu. Ashley pyta się Adrian o pigułki antykoncepcyjne. Adrian tłumaczy jej jak to działa i nagle stwierdza, że jej okres się spóźnia. |                                   |                      |                                               |                  |
| 24 | Ben There, Done That              | Anson Williams       | Brenda Hampton, Elaine Arata                  | 22 marca 2010    |
| Amy robi w nocy przyjęcie urodzinowe Johnowi, o co potem ma żal Ricky, ponieważ chciał, aby razem uczcili pierwszą rocznicę urodzin ich syna. Grace mówi Jackowi o sytuacji Adrian, a on nieumyślnie się wygaduje przed Madison. Rodzice Adrian biorą ślub cywilny. Mimsy, babcia Amy, ma problemy zdrowotne, Anne i George jadą do niej, przez co nie będzie ich na przyjęciu urodzinowym Johna. Ricky proponuje, by spędzili razem ten dzień i żeby Amy nocowała u niego. Kiedy przyjeżdżają na nocleg i przechodzą przez sklep mięsny, miejsce pracy Bena i Ricky’ego, Ben widząc Amy z Rickym jest zły. Potem dzwoni do niej i nagrywa się na pocztę głosową, zapewniając ją o swojej miłości. Podczas wesela Leo i Betty do Bena przychodzi Adrian. |                                   |                      |                                               |                  |

## Sezon 3 (2010–2011)
| 1 | Do Over                          | Keith Truesdell      | Brenda Hampton  | 7 czerwca 2010   |
| Adrian mówi Benowi, że nie jest w ciąży, że wrócił jej okres. Ben się cieszy, lecz ciągle wydzwania do Adrian, ponieważ chce z nią porozmawiać. W końcu jedzie do niej. W trakcie rozmowy pyta jej się czy nie poddała się aborcji, dziewczyna zaprzecza i dodaje, że jeśli miałaby to zrobić to byłaby to tylko i wyłącznie jej sprawa. George zabiera Ashely do lekarza, aby przepisać pigułki antykoncepcyjne. Ricky przychodzi wieczorem do Bena i pyta się dlaczego nie był w pracy. Zabiera ze sobą Bena i jadą do Amy, ponieważ nie może tak być, że chłopak zdzwoni i mówi, że kocha, a potem unika dziewczyny. Ruben przychodzi porozmawiać z Adrian, pyta się córki, czy wszystko w porządku, ona potwierdza. Po wyjściu ojca dzwoni do poradni dla kobiet. |                                  |                      |                 |                  |
| 2 | Accentuate the Positive          | Gail Bradley         | Jeffrey Rodgers | 14 czerwca 2010  |
| Amy rano stroi się do szkoły, bo chce ładnie wyglądać dla Bena. Ashely nie mogąc się na nią doczekać idzie do Adrian poprosić o podwózkę, ale zostaje tam cały dzień. Adrian wymiotowała, jest w ciąży. Amy dostaje propozycję wyjazdu do Nowego Jorku na czterotygodniowy kurs muzyczny. Przez przypadek Ricky się dowiaduje się o ciąży Adrian, gdy Ben nagrywa się mu na pocztę głosową, a w tym czasie przychodzą Alice i Hank i mówią o testach ciążowych – wszystko się nagrywa. Ricky wpada do Adrian i pyta czy jest w ciąży, po czym ucieka. Jack szuka miejsca do mieszkania na następny rok, tak by jego rodzice mogli wyjechać do Phoenix. Ben mówi ojcu, że Adrian jest w ciąży. |                                  |                      |                 |                  |
| 3 | Get Out of Town                  | Keith Truesdell      | Brenda Hampton  | 21 czerwca 2010  |
| Amy jest namawiana przez wszystkich, by jechać do Nowego Jorku na program muzyczny. Rodzice Adrian zastanawiają się co się z nią dzieje. Nie zachowuje się tak, jak zwykle, widać coś ją trapi. Na czas wyjazdu Amy Ricky zamieszka w domu Juergensów, by móc opiekować się synem. Rodzice Amy wracają do współżycia seksualnego. Grace cały czas myśli o Adrian, jako chrześcijanka jest przeciwna aborcji. Rozmawia o tym z ojczymem, który jest notabene ginekologiem, Jeff uważa, że Grace powinna się zająć sobą, a nie innymi. Leo spotyka się z Rubenem na kolacji i mówi mu, że Adrian jest w ciąży. W nocy wraca Cindy, Ruben na pół śpiący, mówi jej o Adrian. |                                  |                      |                 |                  |
| 4 | Goodbye, Amy Juergens            | Anson Williams       | Elaine Arata    | 28 czerwca 2010  |
| Ben przychodzi do sklepu mięsnego, nad którym mieszka Ricky, by poradzić się przyjaciela co robić w tej sytuacji, wizja bycia ojcem go przeraża. Całą rozmowę rejestrują kamery w sklepie i Bunny, szefowa sklepu, wie co trapi Bena. Cindy rozmawia z Adrian na temat ciąży i aborcji. Opowiada, że była młodą matką i nie wyglądało to kolorowo. Cindy przeprasza Adrian za to, że nie była dobrą matką dla niej, że uciekała do pracy, by nie być z córką. Ben zawozi Amy na lotnisko, czule się żegnają przed jej odlotem do Nowego Jorku. Ben nie mówi jej, co się stało. Leo jest zniecierpliwiony tym, że syn tak się ociąga z powiedzeniem prawdy. Ruben jest przeciwny aborcji, jest katolikiem i to godzi w jego zasady. Uważa, że trudno będzie stworzyć rodzinę, jeśli nie wyznają tych samych wartości. |                                  |                      |                 |                  |
| 5 | Which Way Did She Go?            | Keith Truesdell      | Brenda Hampton  | 5 lipca 2010     |
| Po szkole chodzą plotki, że Amy pojechała do Nowego Jorku, choć jeszcze się szkoła nie skończyła, bo znowu jest w ciąży. Adrian podjęła decyzję o aborcji, informuje o tym Bena, a Grace szuka sposobu, by odwieść ją od tej decyzji. Jack potajemnie wprowadza się do domku gościnnego Bowmanów, choć matka Grace nie wyraziła na to zgody. Amy poznaje koleżankę, która pyta jej się o dziecko. To pytanie dziwi Amy, koleżanka wyjaśnia jej, że to program muzyczny dla nastoletnich matek. |                                  |                      |                 |                  |
| 6 | She Went That Away               | Lindsley Parsons III | Paul Perlove    | 12 lipca 2010    |
| Podczas wizyty w klinice aborcyjnej Adrian spotyka matkę Ricky’ego. Po rozmowie z nią Adrian decyduje zostać w ciąży. Ashley dostaje wiadomość od Adrian o jej decyzji. Amy nadal nie wie co się dzieje, więc wszyscy unikają rozmów z nią, gdy dzwoni. Ben i Adrian poszli do Grace, rozmowę słyszy Tom, mówi Jackowi, a Ben biegnie za Jackiem, by nie powiedział Madison – przyjaciółka Amy ma długi język i mogłaby wygadać, a Ben chciałby sam powiedzieć o tym Amy. Ten dzień Ruben spędza z Leo. Ruben jest niechętny wracać do domu, wtedy pojawiają się Adrian i Ben i mówią, że będą rodzicami. |                                  |                      |                 |                  |
| 7 | New York, New York               | Keith Truesdell      | Brenda Hampton  | 19 lipca 2010    |
| Ashley w ostrej rozmowie z Rickym mówi, że nie powinni być razem, bo on się boi pokazać prawdziwe uczucia. Rozmowę za drzwiami podsłuchują Anne i George. Ben nadal nie powiedział Amy, co zaszło. Leo zabiera go do Nowego Jorku, by osobiście porozmawiał z nią. Do Ricky’ego przyjeżdża biologiczna matka, ma niedługo wrócić do więzienia. Przygotowywana mowa do Amy nie wychodzi, Ben widząc dziewczynę od razu mówi, że Adrian jest w ciąży z jego dzieckiem, Amy ze łzami w oczach wsiada do taksówki. |                                  |                      |                 |                  |
| 8 | The Sounds of Silence            | Anson Williams       | Jeffrey Rodgers | 26 lipca 2010    |
| Od kiedy Ben powiedział Amy o ciąży Adrian, Amy rozmawia tylko z Johnem. Leo rozmawia z Rickym o jego matce. Bunny bardzo polubiła ją i Leo chciałby ją tu zatrudnić, ale najpierw trzeba jej pomóc prawnie, ale Ricky nie chciałby iść z tym do Rubena, który jest prokuratorem okręgowym. George planuje romantyczną kolację z Anne, ale ta w ostatniej chwili wyjeżdża do swojej chorej matki, Mimsy. George zabiera Ashley na tę kolację i rozmawiają o jej uczuciach do Ricky’ego. Ben odwiedza Grace. Ruben przychodzi do Ricky’ego. Ruben początkowo myśli, że to Ricky jest ojcem dziecka i chce mu to powiedzieć. Ricky prosi go o pomoc w sprawie matki. Amy dzwoni do Adrian i proponuje, by zostały przyjaciółkami. |                                  |                      |                 |                  |
| 9 | Chicken Little                   | Keith Truesdell      | Brenda Hampton  | 2 sierpnia 2010  |
| Ashely rozmawia z Grantem i mówi, że nie lubi Griffina tak bardzo jak Ricky’ego. Słyszy to Grace i pyta się o Griffina, Grant umawia ich. Ben i Ricky kłócą się w sklepie mięsnym, czym odstraszają wszystkich klientów. Leo słysząc kłótnię każe Benowi wrócić do domu, a sam rozmawia z Rickym, radzi mu pójść dziś wieczorem do Adrian i porozmawiać z nią. George i Anne gdzieś wychodzą, więc Ashely zostaje sama w domu, liczy na kolację z Rickym. Ruben mówi Adrian, że chciałby, aby wyszła za Bena, Leo mówi to samo synowi. Grace umawia podwójną randkę, zaprasza Petera, który jest gejem, ale jeszcze o tym nie powiedział. Tom nie dostał pracy ze względu na nieprzejście testu narkotykowego. Przed sądem spotyka swoją byłą dziewczynę Tammy, która wyszła za mąż. Ashley czeka na Ricky’ego z kolacją, ale nie zostaje, lecz idzie do Adrian, Ashley widzi ich przez okno. Ben dzwoni do Adrian i oboje oświadczają sobie, że nie chcą się pobrać, Adrian mówi do swego dziecka, że wciąż kocha Ricky’ego. |                                  |                      |                 |                  |
| 10 | My Girlfriend’s Back             | Anson Williams       | Elaine Arata    | 9 sierpnia 2010  |
| Ricky rozmawia z Amy, chłopak chce, by określiła się co do Bena, ponieważ jest to już męczące. Amy potrzebuje czasu. Tymczasem zostaje na przedłużonym programie muzycznym w Nowym Jorku. Ricky chce się z nią spotkać i prosi rodziców Amy, by zajęli się Johnem, zgadzają się, ale zastrzegają, żeby nie uprawiał z nią seksu. Leo mówi Benowi, żeby zorganizował przyjęcie z okazji zakończenia roku szkolnego, na które zaprosi swoich znajomych. Podczas tej imprezy Ashley mówi, że Ricky poleciał do Nowego Jorku, by spotkać się z Amy, czym denerwuje Bena i Adrian. Amy i Ricky się całują. Rozmawiają o swoich zainteresowaniach muzycznych, a także o sobie, Amy mówi, że jest na pigułkach antykoncepcyjnych. Jack i Madison oraz Lauren i Jesse mieli nadzieję, że spędzą noc po imprezie w domku gościnnym Bowmanów, ale Tom im nie pozwala. Adrian jedzie na USG. |                                  |                      |                 |                  |
| 11 | Lady Liberty                     | Keith Truesdell      | Brenda Hampton  | 16 sierpnia 2010 |
| W sklepie mięsnym kłócą się Ben i Ricky. Ben pyta o Nowy Jork, Ricky nie chce powiedzieć, więc Ben ściska i każe mu powiedzieć, Bunny zwalnia Bena z pracy. Rodzice Lauren dowiadują się, że ich córka spędziła noc w domku gościnnym Bowmanów. Ojciec Madison także się o tym dowiaduje i nie pozwala jechać córce do Phoenix z Jackiem. Amy wraz z koleżankami z programu muzycznego idzie na pidżama party do klubu. Tam dziewczyny nakładają jej na głowę koronę Statuy Wolności i nazywają Lady Liberty. Anne i George mówią Ashley, że chcą się ponownie pobrać, co nie robi na niej wrażenia. Ben myśli o narzeczeństwie z Adrian, jego ojciec przeczuwa, że nie są to szczere zamiary i dochodzi do kłótni między nimi. Ricky śpi z jakąś dziewczyną. Ben i Adrian rozważają narzeczeństwo. Amy wysyła zdjęcie Ricky’emu z podpisem „Happy Birthday to me”. |                                  |                      |                 |                  |
| 12 | Sweet and Sour                   | Anson Williams       | Paul Perlove    | 23 sierpnia 2010 |
| Griffin odwiedza Ahley i chce ją zaprosić na śniadanie, ale ona nie jest w nastroju, wciąż myśli o Rickym. Amy ma żal, że wszyscy zapomnieli o jej urodzinach. Ricky umawia się na wizytę ze swoim psychoterapeutą, wychodząc mija się z Leo w drzwiach. Ben rozmawia z Betty o zaręczynach z Adrian, Betty daje mu swój pierścionek. Adrian jedzie do lekarza. Przed badaniem Ben wręcza jej pierścionek. Ona wie, że jest od Betty i jest wściekła na Bena. Potem Ben ją odwiedza w domu i przeprasza, rozmawiają o dziecku i ponownie daje jej pierścionek. Jack przypadkowo mówi ojcu Madison, że uprawiali seks oralny. Madison dostaje szlaban. Do sklepu mięsnego przychodzi Haylie i proponuje seks Ricky’emu. Amy wraca do domu. Ricky spogląda na nią ze łzami w oczach, ponieważ ją zdradził. |                                  |                      |                 |                  |
| 13 | Up All Night                     | Anson Williams       | Brenda Hampton  | 30 sierpnia 2010 |
| Ricky i Amy rozmawiają w kuchni. Dziewczyna jest podejrzliwa, przeczuwa, że Ricky śpi z dziewczynami na boku, a Amy liczy na związek oparty na wyłączności. Amy prosi, aby został na tę noc. Ze snu budzi się Anne, George na pół śpiący mówi, że Amy wróciła, co irytuje Anne, jeszcze bardziej irytuje ją, gdy spotyka Ricky’ego na korytarzu. Grace rozmawia z Tomem o Jacku i Madison, o tym, że nie mogą się widywać, Grace zastanawia się, czy Jack nie umawia się czasem z innymi dziewczynami. Jesse i Jack siedzą w kawiarni i rozmawiają o dziewczynach, m.in. o Grace. Tuż obok siedzi Grant z matką i podsłuchuje, kiedy Grace dzwoni do niego, chłopak głośno mówi, że siedzi obok Jacka. Grant spędza noc z Grace, ale nie uprawiają seksu. Także Ben i Adrian spędzają razem noc, natomiast w jego domu śpią Alice i Hank. Amy chciałaby z Rickym wychodzić w różne miejsca, jak to czynią pary: kino, kawiarnia, spacer. Ricky zaprasza Amy na randkę. |                                  |                      |                 |                  |
| 14 | Rules of Engagement              | Keith Truesdell      | Brenda Hampton  | 6 września 2010  |
| Ashley nie ma w domu, czym zdenerwowała rodziców. Okazało się, że poszła do Ricky’ego mieszkania i chce skłonić go do uprawiania seksu. Dziewczyna chce mieć pierwszy raz za sobą i uważa, że Ricky jest odpowiednią osobą. Chłopak nie ulega. Anne pyta George’a, czy chce ożenić się z nią ponownie tylko po to, by móc znowu ją zdradzać. Amy idzie do mieszkania Ricky’ego po Ashely, w sklepie mięsnym spotyka Bena, umawiają się, by porozmawiać. Leo mówi, że pierścionek Betty, który Ben dał Adrian kosztuje 50 tys. dolarów i chce, by go odzyskać. Ben idzie do Bunny i prosi o przyjęcie do pracy. Podczas spotkania Ben i Amy ustalają, że będą przyjaciółmi, Ben mówi, że dał Adrian pierścionek, czym wyraźnie wprowadził w zamieszanie Amy. Rozmawiając z Adrian Ben mówi ile kosztuje pierścionek, Adrian chce go oddać, ale Ben odmawia. Kathleen, matka Grace, rozmawia z Grantem, by nie uprawiał seksu z Grace podczas obozu medycznego. Chłopak się zgadza, lecz nie Grace. Milton, konkurent Toma do pracy w sądzie, oferuje mu pracę w swojej firmie, którą właśnie odzyskał. Amy przychodzi z Johnem do Ricky’ego na kolację. |                                  |                      |                 |                  |
| 15 | Who Do You Trust                 | Keith Truesdell      | Brenda Hampton  | 28 marca 2011    |
| Zaczyna się nowy rok szkolny. Amy jest gotowa na seks z Rickym, ale chce, by chłopak zrobił test na obecność chorób przenoszonych drogą płciową. Ashley pyta nowego doradcę szkolnego o możliwość nauki w domu, twierdzi, że nie znosi szkoły. Grace i Grant nie uprawiali seksu przez wakacje o czym mówią Kathleen. Matka Grace radzi im zrobić badania. Madison podczas wakacji poznała starszego chłopaka, mówi o tym ojcu. Adrian i Ben jadą do szpitala poznać płeć dziecka – będą mieli dziewczynkę. Niespodziewanie w mieszkaniu Ricky’ego pojawia się jego biologiczna matka i dziękuje synowi za pomoc w wyjściu z więzienia. |                                  |                      |                 |                  |
| 16 | Mirrors                          | Anson Williams       | Jeffrey Rodgers | 4 maja 2011      |
| 16 Amy spotyka matkę Ricky’ego. Są podobne do siebie. Amy zostaje z nią chwilę w mieszkaniu, ale dzowni Ricky i wraca do szkoły. Chłopak nie chce, by rozmawiała z matką, którą nazywa po imieniu – Nora. Nie chce także, by Nora zobaczyła Johna, choć Amy się zgodziła. Lauren zostaje w domu, przeżywa rozstanie z Jessem. Ashley zostaje w domu, odwiedza ją szkolny doradca i przynosi lekcje, mówi o zasadach domowej nauki, Ashley jednak się nie zniechęca. George zastanawia się, jak sprawić, by córka wróciła do szkoły, z pomocą przychodzi Griffin i mówi, by znaleźć jej kogoś do wspólnej nauki. Grant wyznaje miłość Grace. Ben proponuje Adrian, by wspólnie zamieszkali. Dziewczyna nie zgadza się, bo nie są małżeństwem. Ben myśli o poślubieniu Adrian. W domu Madison zjawia się jej nowy chłopak, który ma dużo ponad 20 lat, ojciec Madison go odprawia. Ricky spotyka się z przyrodnimi rodzicami, prosi ich o pomoc dla Nory. Ben rozmawia z ojcem na temat małżeństwa. Leo radzi mu poczekać rok, a nawet dużej, bo w wieku 17 lat szybko się zmienia zdanie. Ben jednak upiera się, by poślubić Adrian. |                                  |                      |                 |                  |
| 17 | Guess Who’s Not Coming to Dinner | Gail Bradley         | Brenda Hampton  | 11 kwietnia 2011 |
| Do mieszkania Ricky’ego przyjeżdża Margaret, jego zastępcza matka, by zabrać do siebie jego biologiczną matkę – Norę. Nora jest lesbijką, ale nie powiedziała o tym Ricky’emu, przypadkowo w sklepie mięsnym powiedziała, że będzie w związku małżeńskim, jeśli ona się zgodzi. Ashley ma zadany projekt na biologię, chce by jej pomóc. Amy przekonuje w końcu Ricky’ego, by pozwolił Norze zobaczyć Johna. Kiedy ma dojść do spotkania, Ricky udaje, że jest chory. Amy przyjeżdża do niego i prosi, by pojechali do Nory. Matka mówi Ricky’emu, że jest lesbijką i jest po raz pierwszy szczęśliwa w związku. Ricky chce poznać sympatię Nory. Ben chce poprosić Adrian o rękę, przed tym jednak pyta jej rodziców. Adrian się zgadza. |                                  |                      |                 |                  |
| 18 | Another Proposal                 | Anson Williams       | Elaine Arata    | 18 kwietnia 2011 |
| Amy jest oburzona, że Ben i Adrian zamierzają się pobrać, ciągle o tym mówi swojej matce i siostrze, przez co wspólny weekend Anne z córkami staje się udręką. George czuje się samotny, kiedy nie ma nikogo w domu i wpada do Ricky’ego, gdzie poznaje jego matkę Norę. Matka Loren rozstaje się z obecnym partnerem. Ojczym odchodząc wręcza dzieciom, Lauren i Jasonowi, czeki. Do domu wraca ojciec Lauren. Adrian dużo myśli o ślubie, planuje wielkie wesele. Ricky przyjeżdża do Bena i próbuje mu wyperswadować ślub z Adrian. Leo mówi, że kupi nowożeńcom osobny dom, co przeraża Bena, nie jest gotów na samodzielne życie, chciałby zostać z ojcem i Betty. Adrian jest zachwycona, że będą mieli własne miejsce do życia. Amy przychodzi do Ricky’ego i chce uprawiać z nim seks. Ricky prosi, by nie mówiła nic, nagle Amy zobaczyła swojego ojca, który nocował u chłopaka. Amy prosi Ricky’ego o rękę. |                                  |                      |                 |                  |
| 19 | Deeper and Deeper                | Keith Truesdell      | Brenda Hampton  | 25 kwietnia 2011 |
| Ricky nie daje jednoznacznej odpowiedzi Amy co do ślubu, powiedział zobaczymy. Chłopak nie jest gotowy na związek. Nie myśli również o college’u. Chce pracować w sklepie mięsnym, by pomóc w wychowaniu syna, a także by Amy mogła pójść do college’u. W tej sprawie chcą z nim porozmawiać doradca szkolny i Leo. Znając Ricky’ego Adrian proponuje Amy, by podeszła do chłopaka psychologicznie. Amy także daje rady jak przekonać Bena, by kupili mieszkanie. Adrian mówi mu, że zawsze będzie mógł wracać do domu rodzinnego, gdy poczuje się zagubiony. Grace mówi matce, że idzie nocować do domu Granta, Kathleen prosi ją, by użyli prezerwatyw. Ashley nadal uczy się w domu. Przychodzi kolega do nauki – Toby. George umawia się na randkę z Norą. W restauracji poznaje jej dziewczynę, która przychodzi razem z Rubenem, jest zdziwiony, że Nora jest lesbijką i mu o tym nie powiedziała. Potem okazuje się, że tylko on nie wiedział. Madison chce uprawiać seks z Jackiem, ale ten chce poczekać. Lauren ma nowego chłopaka. Amy myśli o przeprowadzeniu się do Ricky’ego. |                                  |                      |                 |                  |
| 20 | Moving In and Out                | Anson Williams       | Paul Perlove    | 2 maja 2011      |
| Amy pakuje się, by przeprowadzić się do Ricky’ego. Ten pomysł nikomu się nie podoba. George próbuje wyperswadować córce tę decyzję. Ashley ma żal do siostry, że chce zostawić dom. Wiedzą, że Amy robi to, by rywalizować z Adrian. Ricky również nie jest zadowolony z tego. Próbuje w rozmowie z Leo wymóc na swoim pracodawcy, by nie pozwolił na wprowadzenie się dziewczyny do mieszkania, którego jest właścicielem. Amy słyszy rozmowę Ashley i Griffina, w której pada imię Hailey. Amy przychodzi do Ricky’ego i mówi, że nie jest gotowa na przeprowadzkę, Ricky przyjmuje to z ulgą. Cindy próbuje wpłynąć na Adrian w sprawie małżeństwa. Madison chce iść z Jackiem do kościoła. Dziewczyna ciągle myśli o seksie i boi się, że ich współżycie seksualne będzie gorsze od seksu Jacka z Grace. Kathleen jest zdenerwowana, bo jej mąż pojechał za granicę. Boi się, że może powtórzyć się to, co stało się z jej poprzednim mężem. Grace uspokaja matkę, że nic się nie stanie i mówi, że chce, by Grant u nich mógł nocować. Kathleen się zgadza, choć niechętnie. |                                  |                      |                 |                  |
| 21 | Young at Heart                   | Keith Truesdell      | Brenda Hampton  | 9 maja 2011      |
| Adrian przymierza suknię ślubną, towarzyszy jej Grace. Adrian zastanawia się nad ślubem kościelnym. Mówi także Grace, że uprawia seks z Benem. Amy ma przygotować baby shower – przyjęcie organizowane przed narodzinami dziecka. Ricky jest bardzo zniecierpliwiony, chciałby już uprawiać seks z Amy. Doprowadza go do szału, że żyje obecnie w abstynencji. Ashley idzie na spotkanie ze swoim kolegą od nauki – Tobym. Zawieść na randkę ma ich przyrodnia siostra Toby’ego, Karlee, z którą Ricky kiedyś spał, przy okazji oferuje Ricky’emu, że może wpaść wieczorem. Amy mówi Ricky’emu, że chce związku opartego nie tylko na seksie. Do domu Grace przychodzi Grant z rodzicami. Okazuje się, że ojciec Granta jest sporo starszy od jego matki. Leo rozmawia z synem na temat majątku rodzinnego, który odziedziczy w przyszłości. Wieczorem do drzwi Ricky’ego puka Karlee, chłopak nie otwiera. Jedzie na pole golfowe dać upust energii. Przyjeżdża do niego Amy i uczy ją grać w golfa. |                                  |                      |                 |                  |
| 22 | Loose Lips                       | Anson Williams       | Jeffrey Rodgers | 16 maja 2011     |
| Kathleen przygotowuje zaproszenia na baby shower Adrian. W szkole okazuje się, że nie ma kogo zaprosić, bo Adrian nie ma przyjaciół. Adrian rozdaje zaproszenia dziewczynom, z którymi spał Ricky, czym bardzo denerwuje Amy. Dochodzi między nimi do kłótni, w konsekwencji Amy płacze. Ricky mówi Benowi, że to sprawa między kobietami i nie powinni się wtrącać. Ben przyjeżdża do Amy. Jest zły, że Amy źle traktuje Adrian. We wzburzeniu mówi, że Ricky każdej dziewczynie, z którą spał, wyznawał miłość. George słysząc to każe Benowi wyjść. Następnie przyjeżdża do Leo i rozmawia na ten temat. Na domiar tego Ashley kłóci się z Amy. George przyjeżdża do Kathleen, rozmawiają dlaczego ich związek się rozpadł. Okazuje się, że poszło o niechlujstwo George’a, wszędzie zostawiał skarpetki. Anne spotyka się z kolegą z czasów szkolnych. Do Grace przychodzi Jack, w międzyczasie pojawia się Grant i widząc ich razem wychodzi. Ben ma żal do Alice, że nie chce przyjść na baby shower do Adrian. Wymienia ile razy korzystała z różnych rozrywek oferowanych przez Bena, a teraz nie chce poświęcić jednego wieczoru. |                                  |                      |                 |                  |
| 23 | Round II                         | Lindsley Parsons III | Brenda Hampton  | 23 maja 2011     |
| Ricky pojawia się u Juergensów, chce żeby Amy powiedziała mu o wizycie Bena, zakończonej kłótnią. Ma żal do niej, że dowiaduje się jako ostatni. George mówi, że spotkał się z Leo, który twierdził, że Amy zrujnowała Benowi życie, spotykając się z nim, gdy wiedziała, że jest w ciąży z Rickym. Zdenerwowany Ricky jedzie do biura Leo, by z nim porozmawiać, ale Leo ukrywa się przed nim. Od sekretarki chłopak dowiaduje się, że Leo traktuje go jak syna, ma jego zdjęcie na biurku obok zdjęcia Bena. Złość Ricky’ego mija. Leo uświadamia sobie, że musi przeprosić Amy. Na korytarzu w szkole wybucha kłótnia między Amy i Adrian. Amy wytyka Adrian, że nie wie, co to znaczy być nastoletnią matką, na co Adrian replikuje, że jej matka była właśnie nastoletnią matką i ona zna to doskonale z pozycji dziecka. Po ostrej wymianie zdań, w której uczestniczą także Ben i Ricky, dochodzi do rozejmu. Ashley rozmawia z Tobym na intymne tematy. Anne proponuje zabrać gdzieś Ashley, by mogły pobyć trochę same, jak matka i córka. W restauracji spotykają się Adrian i Grace na dwuosobowych baby shower. Szybko jednak przychodzi Amy i inne dziewczyny ze szkoły. |                                  |                      |                 |                  |
| 24 | It’s Not Over Till It’s Over     | Lindsley Parsons III | Brenda Hampton  | 30 maja 2011     |
| Adrian rozmawia z doradcą szkolnym na temat powrotu do szkoły po porodzie. Dziewczyna chce wrócić tydzień po nim, co nie wydaje się być realne, doradca próbuje jej uświadomić, że będzie musiała nadrabiać zaległości w wakacje. Ricky dostaje od doradcy zestaw pytań na rozmowę do college’u. Przed szkołą siedzi zamyślony Ben, Amy pyta się go co się stało, chłopak wyjawia jej swoje obawy co do bycia mężem i ojcem. Podobne przemyślenia ma Adrian. Chce porozmawiać o tym z Rickym, ale wymawia się zapraszając do siebie swoją matkę i jej partnerkę. Betty nie uczestniczy w ślubie Bena, jedzie na spotkanie z matką, której nie widziała od 16 roku życia. Leo pojawia się na kameralnych zaślubinach syna z sekretarką. Po ślubie, który ma miejsce w domu Adrian Ben daje swojej żonie prezent – bransoletkę. Ashely i Toby jadą pilnować dziecko, kiedy Ann wychodzi na randkę z kolegą ze szkolnych lat. |                                  |                      |                 |                  |
| 25 | To Be...                         | Lindsley Parsons III | Jeffrey Rodgers | 30 maja 2011     |
| Ben i Adrian spędzają noc w mieszkaniu już jako małżeństwo. Zasypiają do szkoły, a tam czeka na nich tłum powitalny, który obsypie nowożeńców ryżem. Madison dzieli się z Amy i Lauren informacją, że uprawiała seks z Jackiem. Kiedy mówi, że stało się to w mieszkaniu Ricky’ego Amy wygląda na wyraźnie niezadowoloną. Jack i Madison rozmawiają o swoim pierwszym kontakcie seksualnym i uświadamiają sobie, że nie są jeszcze gotowi na stałe współżycie. Amy ma pretensje do Ricky’ego, że pozwolił Jackowi wejść do mieszkania. Ricky sprowadzał tam wiele dziewczyn, a teraz jeszcze jedna para uprawiała tam seks. Chce, by kupił nowe łóżko. Nora myśli, że Amy jest zła, bo Ricky wybiera się do college’u. George umawia się z sekretarką Leo, Camille, która spóźnia się na randkę. W barze natomiast pojawia się Kathleen, matka Grace i pierwsza żona George’a. Były mąż pyta ją, czy ponowne wyjście za mąż było dobrą decyzją, Kathleen odpowiada przecząco. Adrian i Ben próbują zasnąć, jednak Adrian nie czuje się najlepiej. |                                  |                      |                 |                  |
| 26 | ... or Not To Be                 | Anson Williams       | Brenda Hampton  | 6 czerwca 2011   |
| Amy cieszy się, że dzisiejszą noc spędzi z Rickym. George ma zaopiekować się Johnem. Z Afryki wraca Jeff, mąż Kathleen. Opowiada jej o swoim pobycie i chciałby, aby razem pojechali. Kathleen nie jest zachwycona tym pomysłem, ma przecież dzieci, choć już niemal dorosłe. Ojciec Madison przypadkiem słyszy, że córka nie będzie już uprawiać seksu. Madison mówi ojcu, że spała z Jackiem. Adrian i Ben jadą do szpitala. Ashley i Toby chcą zrobić przerwę w nauce i objechać całe Stany Zjednoczone. Ten pomysł nie podoba się Anne i George’owi. Tom umawia się na randkę ze starszą od siebie kobietą, która ma dwoje dzieci. W szpitalu wydarzyło się nieszczęście, dziecko nie żyje. Ben płacze na korytarzu, pociesza go lekarz. Kiedy dzwoni telefon, płacząca Adrian odbiera i mówi, że jest w szpitalu i nie może rozmawiać. Tom, który właśnie do niej dzwonił, rozpowiada informację, że Adrian ma dziecko. Do szpitala przychodzą Alice i Hank z wielkim misiem. Zatrzymuje ich płaczący Leo. Po nim pojawia się uradowana grupa, która szybko odchodzi ze smutkiem, mijając Amy i Ricky’ego. Ben mówi Amy, że Adrian chce ją widzieć. Zdruzgotana Amy początkowo wymawia się, ale idzie do sali, gdzie leży koleżanka. Po powrocie ze szpitala Amy i Ricky spędzają razem noc. |                                  |                      |                 |                  |

## Sezon 4 (2011–2012)
| 1 | When One Door Closes... | Keith Truesdell      | Brenda Hampton                             | 13 czerwca 2011   |
| Amy myśli o przeprowadzce do Ricky’ego na poważnie. Adrian jest w totalnej rozsypce po stracie dziecka. Od paru tygodni nie wychodzi z domu, ciągle je i ogląda telewizję. Ben delikatnie sugeruje wizytę u terapeuty, ale dziewczyna twierdzi, że wszystko jest dobrze i nie potrzebuje pomocy. Tom pyta Kathleen, czy jego dziewczyna może się do niego przeprowadzić. Kathleen próbuje mu wyperswadować wiązanie się z nią. Argumentuje finansami, Rachel będzie miała prawo do połowy jego majątku, jeśli dojdzie do rozwodu. Ben prosi Amy, by poszła do Adrian. Tylko Amy może pójść, bo Grace wyjechała do Afryki na wolontariat. Camille, sekretarka Leo, chce z nim porozmawiać oko w oko na temat jej przyszłości w firmie. Chce się zwolnić, bo kocha Leo. Ten jednak tego nie odczuwa i daje jej wolną rękę, może odejść. Amy odwiedza Adrian, zastaje ją w wielkim bałaganie. Adrian pyta ją o pożycie intymne z Rickym. Kathleen odwiedza Rachel w sklepie z ubraniami i rozmawia o przyszłości jej i Toma. Kobieta mówi, że w Tomie odnalazła szczęście, nie to, co przy byłym mężu, który ją bił. W tym czasie dzwoni Grace z Kenii, Kathleen odbiera przy Rachel i mówi, że rozmawia z dziewczyną Toma o jej przeprowadzce do domku gościnnego. Ben spotyka się na kolacji z ojcem. Oboje mówią sobie, że nie chcą być żonaci. |                         |                      |                                            |                   |
| 2 | ...Another One Opens    | Anson Williams       | Brenda Hampton                             | 20 czerwca 2011   |
| George ma pretensje do Amy, że się przeprowadziła do Ricky’ego. Widzi w niej małą dziewczynkę, której mówi, że drzwi do domu są zawsze otwarte. Informacja o przeprowadzce Amy rozeszła się przez Adrian, której Amy o tym powiedziała, o co ma żal Ricky. Ashley wyruszyła z Tobym na podróż po Stanach i ma obowiązek codziennie meldować telefonicznie co się u niej dzieje. Nastolatki wybierają słynną Route 66 na trasę swojej podróży po całym kraju. George przygotowuje remont kuchni, przychodzi Anne, by zostawić Robbiego i wyraża niezadowolenie, że George zmienia jej dom bez konsultacji. Adrian ciągle siedzi w domu. Na tarasie wpatruje się w gwiazdy i zastanawia się, gdzie teraz może być jej córka. Leo prosi Betty, by poszła do Adrian, w ten sposób nie chce, by jego żona poszła z nim do pracy i zajęła miejsce Camille w biurze. Odwiedziny Betty zmieniają nastrój Adrian. Betty radzi dziewczynie wziąć się w garść, zadbać o siebie, przejść na aktywny tryb życia, wyglądać normalnie, bo może stracić Bena, pozostając w obecnym stanie. Ben przypuszcza, że Camille odeszła, bo czuje coś do Leo. Do domku gościnnego Bowmanów wprowadziła się Rachel z dziećmi, Jack przeniósł się do domu Grace, która nie jest tym zachwycona, kiedy dowiaduje się o tym, rozmawiając przez internet z matką. Mieszkanie w pobliżu Grace także się nie podoba Madison. Ben przyznaje się Alice i Hankowi, że pewnego dnia chce opuścić Adrian. |                         |                      |                                            |                   |
| 3 | When Opportunity Knocks | Keith Truesdell      | Brenda Hampton                             | 27 czerwca 2011   |
| Obie matki Ricky’ego: Nora (biologiczna) oraz Margaret (przyrodnia) są niezadowolone, że Amy mieszka z Rickym bez zobowiązań. Podobnie czuje George, ojciec Amy. Uważa, że taki związek jest na krótką metę. Ashely dzwoni z Florydy, mówi, że jest u babci Toby’ego, a babci nie ma, bo jest w Nowym Jorku. Do szkoły przychodzi Leo i wyciąga Bena z klasy, chce by zrobili sobie dzień wolny, bo nie może sobie poradzić z myślą, że Camille go kocha, lecz Ben nie chce uciekać ze szkoły. Leo odwiedza swoją sekretarkę i prosi, by wróciła do pracy, Camille odmawia, a na żegnając się całuje Leo. Grace wraca z Afryki. Odwiedza Adrian i mówi, że podczas wolontariatu poznała Daniela, z którym się przespała. Unika teraz Granta. Amy odwiedza rodziców Ricky’ego, a Ricky – George’a, by przekonać zaprosić ich na obiad i załagodzić trochę ich zdenerwowanie i obawy. Matka Grace wie o Danielu, bo Jack przysłał jej zdjęcia, Grace przypadkowo wygadała się, że z nim spała, co usłyszał schodzący Jack. Do domu Bowmanów przychodzi Daniel, a następnie Grant. Grace mówi Grantowi, że go zdradziła. Zazdrosna Madison dzwoni do ojca Jacka i mówi, że Jack chce, żeby wrócili z Arizony. Ben wraca do mieszkania nocą. Czeka na niego Adrian i prosi go, by jej nie zostawiał. Chłopak mówi, że nie może z nią zostać, ale po chwili się całują.                                                                                                   |                         |                      |                                            |                   |
| 4 | One Foot Out the Door   | Gail Bradley         | Paul Perlove                               | 4 lipca 2011      |
| Amy podejrzewa, że John ma infekcję ucha. Ricky uważa, że dziewczyna jest przewrażliwiona. Ta jednak nie ustępuje i chce, by zawieść Johna na badanie. Nagrywając wiadomość na pocztę głosową lekarza Ricky mówi o Amy jako o swojej żonie. Kiedy Amy mówi mu, że nazwał ją żoną Ricky niemal wpada w szał, za co potem przeprasza. Ashely dzwoni z Florydy, nadal jest w domu babci Toby’ego. George każe jej podjąć pracę lub wracać do domu, bo miała zwiedzać kraj, ucząc się, a nie siedzieć bezczynnie. Leo mówi Benowi, że nie może odejść od Adrian, ponieważ musi być odpowiedzialny za swoje decyzje. Teraz chce odejść, bo ich dziecko nie żyje, a gdyby żyło – pyta Leo. Adrian próbuje zwrócić swoją uwagę na Bena, mówiąc mu, że zamierza pojechać do szkoły kosmetologicznej w Nowym Jorku. Ben wydaje się być zachwycony tym pomysłem, co dziewczyna od razu dostrzega. Tom denerwuje się, że nie może obejrzeć ulubionego programu, bo dzieci idą spać. Kathleen tłumaczy mu, że bycie z kimś nie składa się z samych dobrych rzeczy, czasem trzeba ustąpić. Adrian dzwoni do lekarza z pytaniem, czy może się już starać o ponowne zajście w ciążę. |                         |                      |                                            |                   |
| 5 | Hole in the Wall        | Keith Truesdell      | Brenda Hampton                             | 11 lipca 2011     |
| W mieszkaniu Ricky’ego jest dosyć ciasno odkąd mieszkają z nim Amy i John. To doprowadziło do małej sprzeczki między parą. Amy prosi ojca o kanapę, co denerwuje Ricky’ego, chłopak jest zbyt dumny, by przyjąć pomoc. Adrian bez informowania Bena wywiozła wraz z Grace i Amy wszystkie rzeczy z pokoju dziecięcego do kościelnego żłobka. Ben wpadł w furię, bo zabrano jego misia, którego dostał od nieżyjącej już matki. Jedzie do żłobka, tam spotyka Amy, która zachowała misia. Ben próbuje odzyskać Amy, mówiąc co było między nimi kiedyś, dodając, że Ricky się nie zmienił. Ben wypija kilka piw i zataczając się przychodzi na umówioną kolację w restauracji. Leo jest oburzony zachowaniem syna. Adrian jest wściekła na Bena za awanturę o misia, wybija kilka dziur w ścianie. Ricky powiedział Amy, że skasował wiadomość z poczty głosowej od Adrian bez odsłuchania. Odsłuchał ją jednak i zachował. |                         |                      |                                            |                   |
| 6 | Don’t Go in There!      | Anson Williams       | Elaine Arata                               | 18 lipca 2011     |
| Ben budzi się rano na kacu w swoim dawnym pokoju. Leo każe mu zbierać się i iść przeprosić Adrian. W mieszkaniu Ben nie zastał Adrian, spakował swoje rzeczy i się wyprowadził. W szkole pojawiła się po długiej nieobecności Adrian. Ben dzwoni do ojca w tej sprawie, Leo straszy go, że zablokuje mu środki finansowe. Ricky ma iść na rozmowę w sprawie przyjęcia do college’u. Okazuje się, że osobą, z którą ma rozmawiać to Karlee, siostra Toby’ego, szkolnego kolegi Ashley, z którą Ricky niegdyś sypiał. Karlee stawia warunek: albo się z nią prześpi, albo nie pójdzie do college’u, tam gdzie chce. Chłopak odmawia. Katelyn, szkolny doradca, dzwoni do Ricky’ego mówiąc, że nie przeszedł pomyślnie rozmowy, a Karlee twierdzi, że próbował ją wykorzystać seksualnie. Tom zostaje sam z dziećmi, bo Rachel wybiera się w podróż służbową. W hotelu zaczepia ją szef Toma. Przypadkowo pastor Stone mówi Kathleen, że Daniel, chłopak Grace jest w college’u. Kathleen każe Grace szlabanem. Kiedy przyjeżdża Daniel, dziewczyna próbuje się wymknąć z domu, chłopak jednak staje po stronie matki i razem chcą utrzeć nosa Grace. Adrian błaga Bena, by został w domu, nie opuszczał jej, żeby był przyjacielem. Ben stwierdza, że zamieszka w drugim pokoju. |                         |                      |                                            |                   |
| 7 | Cute                    | Keith Truesdell      | Jeffrey Rodgers                            | 25 lipca 2011     |
| Amy chce pomóc Ricky’emu załatwić sprawę z Karlee. Chłopak się przeciwstawia. Ma żal do niej, że poszła do szkolnego doradcy z tą sprawą. Amy na tym nie przestaje, jedzie na kampus uniwersytecki, gdzie pracuje Karlee i ostro z nią rozmawia. Potem dzwoni do przyrodniego jej brata, Toby’ego, z którym obecnie Ashley podróżuje po kraju, by zrobić wywiad o Karlee. Grace próbuje subtelnie powiedzieć Benowi, by nie spał z Adrian. Nie udaje jej się przekazać czemu, więc chłopak myśli, że Adrian ma kogoś. Nora umawia się z Benem na kolacji. W restauracji spotyka byłą dziewczynę, Ollie, która chciałaby wrócić do Nory. W tym czasie Ben rozmawia ze swoim teściem, Rubenem. Ruben pyta go, czy nie opuści Adrian po tym wszystkim, co razem przeszli. Pod koniec kolacji kelner pomylił stoliki i przyniósł Norze i Benowi butelkę wina. Nora upija się po dwóch latach abstynencji. Interwencja Amy pomogła i Ricky może iść na studia tam, gdzie chciał. |                         |                      |                                            |                   |
| 8 | Dancing With the Stars  | Gail Bradley         | Brenda Hampton                             | 1 sierpnia 2011   |
| Jack pyta Grace czy poszłaby z nim na potańcówkę dla kończących szkołę uczniów, ona odmawia. Ben zgadza się iść na tańce z Adrian. Amy chce się wybrać na tę imprezę, ale Ricky nie chce. Leo zwalnia Norę z pracy w biurze po tym jak się opiła. Leo wyjawia Benowi, że jego matka była alkoholiczką, tak jak jej rodzice, i przestrzega syna przed pijaństwem. Amy spotyka Rubena w domu Juergensów, zaskoczona traci głos. Kathleen pozwala nocować Grace w mieszkaniu studenckim Daniela. Grace zdradza Amy, że Adrian zamierza ponownie zajść w ciążę. Amy chce, by Ricky ostrzegł Bena, Ricky idzie z tą sprawą do Leo. Grace nie zostaje na noc u Daniela, czym ucieszyła matkę. Nora idzie na spotkanie anonimowych alkoholików. |                         |                      |                                            |                   |
| 9 | Flip Flop               | Keith Truesdell      | Kelley Turk, Courtney Turk                 | 8 sierpnia 2011   |
| Adrian odwiedza swoją lekarkę i mówi, że zamierza zajść w ciążę. Lekarka jest zszokowana słysząc, że nastolatka ma taki pomysł, próbuje jej to wyperswadować, mówiąc, że życie jest przed nią. Adrian doznaje olśnienia. Dziewczyna już nie myśli o ciąży, chce wrócić do Ricky’ego. Margaret, zastępcza matka Ricky’ego, chce by chłopak zabrał Norę, bo chce spędzić ten wieczór z mężem. Nora przyjeżdża do Juergensów. Adrian przychodzi do Amy i Ricky’ego i mówi o swoich planach, chwilę wcześniej Amy dostała telefon od Grace, że Adrian zamierza odzyskać Ricky’ego. Sytuacja robi się skomplikowana. Ricky się zdenerwował i chce pobyć sam, Amy prosi go, by nie odchodził. Po rozmowie z Adrian Amy schowała telefon Ricky’ego i kiedy chłopak stwierdził, że chce noc spędzić samotnie. Gdy Amy odsłuchuje wiadomości z jego telefonu, Ricky staje w drzwiach. Nora chce wynająć pokój Ashley, George się zgadza by u nich zamieszkała. Ben i Adrian się rozstają. Chłopak rozmawia z ojcem, kiedy wchodzi Betty i mówi, że chciałaby się realizować, pójść do college’u, a że podpisali intercyzę, to w każdej chwili może odejść od Leo. |                         |                      |                                            |                   |
| 10 | 4-1-1                   | Anson Williams       | Brenda Hampton                             | 15 sierpnia 2011  |
| Amy i Ricky od tygodnia nie mieszkają ze sobą. Do Ricky’ego przychodzi nastoletni Ethan (chłopak z rodziny zastępczej) z prośbą o pomoc. Ethan rozesłał nagie zdjęcie swojej byłej dziewczyny, by się zemścić. Ben mówi Adrian, że może mieszkać w ich mieszkaniu do skończenia college’u. Amy odkrywa, że nie jest jedyną osobą, która sprawdza wiadomości w telefonie, dowiaduje się, że to częsta praktyka, rodzice sprawdzają dzieciom komórki, a dziewczyny – swoim chłopakom. Grace zabiera Adrian na randkę z kolegą Daniela, Dantem. |                         |                      |                                            |                   |
| 11 | The Games We Play       | Gail Bradley         | Brenda Hampton, Elaine Arata               | 22 sierpnia 2011  |
| Amy zamierza przekonać Ricky’ego do małżeństwa. Ricky w sekrecie pokazuje Johnowi pierścionek zaręczynowy. Chłopak zamierza się oświadczyć w noc po ukończeniu szkoły. Jesse zdenerwował Lauren, mówiąc, że ją kocha, ponieważ chciał się z nią przespać. Jack przyznaje się Madison, że kocha Grace, ale chciałby pójść z Madison na bal seniorów jako przyjaciele. Adrian jest zdenerwowana na Dantego, ponieważ chłopak się w ogóle nie odzywa. Ben mówi Leo, żeby wysłał kwiaty Camille, by w ten sposób zapytać kobietę czy chciałaby się z nim spotkać. Anne przyjeżdża wieczorem do domu i zastaje tam Norę. George nie powiedział, że mieszka z nim Nora. Henry zrywa z Alice, tłumacząc się, że potrzebują przerwy. Podczas rozmowy z Benem Henry wyjawia, że nie znał nigdy żadnej dziewczyny oprócz Alice, a chciałby zasmakować świata. Adrian pyta Katelyn, doradcę szkolnego, czy mogłaby skończyć szkołę razem ze swoją klasą, a latem nadrobić zaległości. Madison odmawia Jackowi pójście na bal seniorów, a w tym czasie Lauren pogodziła się z Jessem. Jack pyta Grace i Daniela czy poszliby z nim na ten bal, ponieważ nie chce być sam. Anne i Nora zaprzyjaźniają się. Bunny zgaduje, że Ricky ma w planach oświadczyć się Amy. |                         |                      |                                            |                   |
| 12 | Pomp                    | Lindsley Parsons III | Brenda Hampton                             | 29 sierpniai 2011 |
| Wszyscy chcą iść na imprezę organizowaną przez Jessego w domku nad jeziorem, trudno jednak przekonać rodziców, którzy mają obawy. Amy próbuje przekonać Ricky’ego, by poszli na tę imprezę, ale chłopak nie chce, zamierza wtedy się oświadczyć Amy. Alice i Henry mówi Benowi, że odtąd, będą dzielić się nim, a nie jak było dotąd, że cała trójka spędzała razem wolny czas. Ricky jest najlepszym uczniem w klasie (valedictorian) i ma wygłosić mowę na zakończenie szkoły. Katelyn prosi Jacka o odmówienie modlitwy podczas zakończenia szkoły, Jack prosi o pomoc Grace w napisaniu modlitwy. George myśli, że Anne jest lesbijką i coś poczuła do Nory. Leo zaprasza Camille na obiad. Betty poznaje na lotnisku adwokata rozwodowego. Kathleen myśli o wyjeździe do Kenii. Omar odwiedza wieczorem Adrian i całuje ją, dziewczyna jest pod wrażeniem, jeszcze nikt jej tak nie pocałował. Bunny i Margaret przeczuły, że Ricky zamierza się oświadczyć Amy. |                         |                      |                                            |                   |
| 13 | And Circumstance        | Keith Truesdell      | Brenda Hampton                             | 5 września 2011   |
| Grace pomaga Jackowi napisać mowę na zakończenie szkoły. John przy Amy wypowiada słowo pierścionek. Amy mówi koleżankom, że podejrzewa, że Ricky chce się oświadczyć, wieść szybko rozchodzi się po szkole. Ben widząc Adrian stojącą na korytarzu szkolnym zabiera ją do knajpy, by uczcili ten rok, w którym tak wiele przeszli, i radzi, by zrezygnowała z Ricky’ego. George i Anne przespali się razem, po czym George określił ich relację jako przyjacielską. Podczas wygłaszania mowy najlepszego ucznia, Ricky oświadcza się Amy. W domku nad jeziorem trwa impreza na zakończenie roku szkolnego. Oprócz ludzi ze szkoły Granta jest także grupka z domku obok. Wśród nich jest Dylan, z którą zapoznaje się Ben. Na imprezie Daniel spotyka swoją byłą dziewczynę Raven, która ciągle się w niego wpatruje. Ricky spełnia życzenie Adrian, całuje ją po raz ostatni. Omar, widząc to opuszcza imprezę razem z Danielem, który zdenerwował się po rozmowie z Raven. Podczas wolnego tańca, otoczone resztą ludzi, tańczą trzy pary: Ricky i Amy, Jack i Grace oraz Ben (który odmówił tańca Dylan) i Adrian. Nazajutrz Lauren nakrywa Jessego i Madison. Alice znajduje Henry’ego z Adrian. Ben i Dylan, nie uprawiali seksu, chłopak jest zadowolony, słysząc, że dziewczyna jest wciąż dziewicą. |                         |                      |                                            |                   |
| 14 | Smokin’ Like A Virgin   | Gail Bradley         | Brenda Hampton                             | 26 marca 2012     |
| Po imprezie na zakończenie roku szkolnego Ricky pyta Amy, kiedy chciałaby się pobrać, czym wprawia dziewczynę w zmieszanie. Ben i Dylan dużo rozmawiają przez telefon i dowiadują się, że łączy ich wiele wspólnego. Rodzice dziewczyny mają obawy co do nowej miłości Dylan, zważając na przeszłość Bena (nieszczęśliwa miłość do Amy, która wybrała Ricky’ego; seks z Adrian i małżeństwo, śmierć córki oraz rozwód). Alice mówi Benowi, że Henry spał z Adrian, Ben zrywa kontakty z przyjacielem. W odwiedziny do Bena przychodzi Dylan z koleżankami, przynoszą z sobą trawkę. Wtem wpada Leo i rodzice Dylan. Ben bierze odpowiedzialność za palenie marihuany na siebie. Raven przesyła Danielowi zdjęcie z telefonu, na którym Grace całuje się z Jackiem, w wyniku tego Daniel zrywa z Grace. Kathleen widząc, że Grace i Jack zbliżają się ponownie do siebie, radzi Jackowi zapoznać nowe osoby w college’u, do którego niebawem będzie chodził. Ashley i Tobey wracają z Florydy. Madison zaprzyjaźnia się z Henrym, teraz tylko na niego może liczyć, bo jest w podobnej sytuacji. Amy wyjawia Ricky’emu, Norze i George’owi, że chce długiego okresu narzeczeństwa, ponieważ nie jest gotowa na małżeństwo. Adrian przekonuje Grace, by poszła razem z nią do letniej szkoły i zamieszkała przez wakacje w jej mieszkaniu. Grace oszukuje matkę i nie jedzie na obóz medyczny, zostając z Adrian.                                                      |                         |                      |                                            |                   |
| 15 | Defiance                | Anson Williams       | Brenda Hampton                             | 2 kwietnia 2012   |
| Amy decyduje się na pójście do szkoły letniej, by towarzyszyć Lauren, czym denerwuje Ricky’ego. Grace i Adrian postanawiają nie spotykać się z żadnymi chłopakami przez wakacje, jednak Adrian nie dotrzymuje słowa, bo spotkała się z Omarem. Leo wysyła Bena do letniej szkoły, to kara za palenie marihuany, chłopak także traci dostęp do telefonu i komputera. Amy towarzyszy Ethanowi podczas pierwszego dnia w szkole. Ricky prosi ją, by była ostrożna, bo Ethan to niezłe ziółko, o czym szybko się przekonuje, gdy Ethan zostaje zawieszony za kradzież prezerwatyw z gabinetu pielęgniarskiego. |                         |                      |                                            |                   |
| 16 | They Gotta Eat          | Lindsley Parsons III | Brenda Hampton, Elaine Arata               | 9 kwietnia 2012   |
| Dyrektor szkoły wysłał do rodziców listy, w których zaleca rodzicom, jadali razem z dziećmi obiady, co zbliży do siebie obie strony. Madison błaga Amy, by mogły z powrotem być przyjaciółkami, lecz Amy trzyma stronę pokrzywdzonej Lauren. Ojcowie Lauren i Madison nie znają prawdziwej przyczyny zerwania znajomości ich córek, przyjmują jako dobrą monetę, że jedna drugiej ukradła pomysł na esej. Podczas obiadu u George’a i Amy dowiadują się prawdy. Leo zaprasza Dylan i jej rodziców, aby przedyskutować ostatnie wydarzenia i chce przekonać, że jego syn nie jest złym dzieckiem. Kathleen odkrywa, że Grace mieszka u Adrian, jednak ma córce do przekazania inną wiadomość – jej ojciec miał romans w Afryce. Nie mówi jednak wszystkiego, Grace ma przyrodniego brata. |                         |                      |                                            |                   |
| 17 | Suddenly Last Summer    | Keith Truesdell      | Brenda Hampton                             | 16 kwietnia 2012  |
| Amy boi się, że może być w ciąży. Anne chce zabrać Robbiego razem z sobą do Europy, na co nie zgadza się George. Ben stara się przekonać rodziców Dylan, by pozwolili mu się spotykać z ich córką. Nie chcą dać się przekonać, zwłaszcza gdy słyszą, że Leo ożenił się z prostytutką. Prawnik Betty żąda od Boykewicha trzech milionów dolarów, na co Leo od razu przystaje, zastrzegając by więcej nikt nie prosił o pieniądze. Betty nie realizuje tego czeku, chciała tylko sprawdzić co znaczy dla swojego byłego męża. Kathleen wraca z Afryki z Jacobem, tajemnym synem swojego zmarłego męża. Grace jest tym zdenerwowana. |                         |                      |                                            |                   |
| 18 | „The Beach is Back”     | Gail Bradley         | Brenda Hampton                             | 23 kwietnia 2012  |
| Panuje upał wprost nie do wytrzymania. Amy narzeka, że nigdy nie miała beztroskich młodzieńczych wakacji. Ricky chce jechać z Johnem na plażę, ale dzwoni George i ostatecznie cała trójka spędza dzień na „domowej” plaży zorganizowanej w domu Juergensów. Dylan i jej koleżanki zjawiają się w szkole Granta. Dylan podaje się za kuzynkę Bena i uczestniczy w zajęciach letniej szkoły. Kathleen zapisuje Jacoba do letniej szkoły. Grace jest przerażona, bo wyjdzie na jaw, że to jej przyrodni brat, syn z nieprawego łoża, cieszącego się na mieście nieskazitelną opinią dobrego lekarza i chrześcijanina, zmarłego tragicznie Marshalla Bowmana. Lauren wybacza Madison, ale mówi, że nie mogą być znów przyjaciółkami. Robert, ojciec Dylan, odwiedza Leo, mówiąc, że ich dzieci nie mogą się spotykać. Boykewich na to, że Ben może się spotykać, póki jest odpowiedzialny za wszelkie konsekwencje. Ricky poprawia humor Amy przypominając ich pierwszą randkę w stołówce na obozie muzycznym. |                         |                      |                                            |                   |
| 19 | The Splits              | Keith Truesdell      | Brenda Hampton                             | 30 kwietnia 2012  |
| Leo ukrywa dokumenty rozwodowe Bena, uważa, że syn nie jest gotowy. Adrian odbiera papiery, ale również oddala od siebie tę myśl, chowając kopertę do skrzynki. Ben i Dylan idą na pierwszą prawdziwą randkę. Adrian otwiera papiery rozwodowe przy Omarze. Dylan wypytuje Bena o jego byłe dziewczyny i robi się zazdrosna. Po kolacji jadą do sklepu mięsnego, w którym Ben pracuje, a nad którym mieszkają Amy i Ricky. W ten sposób Dylan poznaje pierwszą miłość Bena. Camille mówi Leo, że chciałaby mieć dzieci. Para nie może spokojnie porozmawiać, bo przeszkodziła im Betty, wpadając z niezapowiedzianą wizytą. Tom, nie mając prawa jazdy, zabiera samochód Grace, chcąc zawieść Jacoba do mieszkania Grace. |                         |                      |                                            |                   |
| 20 | Strange Familiar        | Anson Williams       | Brenda Hampton, Paul Perlove               | 7 maja 2012       |
| George rozmawia z Anne, która jest w Europie, i mówi jej, że nie może już dłużej na nią czekać i kończy zupełnie ten dziwny związek. Kathleen prosi George’a, by porozmawiał z Tomem i namówił go do przeprowadzenia się z domku gościnnego do domu. Kobieta planuje wpłynąć na Grace, która nie chce mieć kontaktu z Jacobem, właśnie przez danie jej domku gościnnego do samodzielnego mieszkania. George oferuje Amy rzucenie pracy w żłobku zajęcie się Robbiem. Bunny sprawdza na monitoringu, że Ben i Dylan byli w nocy w sklepie mięsnym. Dylan jest zazdrosna o kontakty Bena z byłymi dziewczynami. Bez uprzedzenia jedzie do mieszkania Adrian, by ją poznać. Grace rozmawia z Jacobem, dowiaduje się, że jej ojciec znał matkę Jacoba wcześniej niż Kathleen. |                         |                      |                                            |                   |
| 21 | Allies                  | Keith Truesdell      | Brenda Hampton, Elaine Arata               | 14 maja 2012      |
| Katelyn, szkolny doradca, zatrzymuje Amy w swoim gabinecie po lekcjach, ponieważ dziewczyna ma zaległości w nauce. Pod jej nieobecność w mieszkaniu zjawiają się dwie koleżanki, które poznała na obozie młodych matek w Nowym Jorku. Ricky jest w kłopocie, bo dziewczyny idą zwiedzać, a on zostaje z dziećmi. Lauren ostrzega Amy, że rozmawiając z Benem w pizzerii, zrobiła błąd. Ethan chce zabrać Jacoba na imprezę, lecz Margaret krzyżuje ich plany, poza tym ostrzega Jacoba przed zgubnym wpływem Ethana. George i Kathleen potajemnie się spotykają. Bunny ostrzega Bena, że Dylan trzyma go na smyczy. Grace mówi Jackowi, że jeśli chce z nią uprawiać seks musi zaangażować się na poważnie, ale Jack odmawia. Omar spontanicznie rzuca Adrian propozycję małżeństwa, nie żądając od razu odpowiedzi. George radzi Amy, by była szczera z Rickym i powiedziała o rozmowie z Benem w pizzerii. |                         |                      |                                            |                   |
| 22 | The Text Best Thing     | Anson Williams       | Brenda Hampton, Jeffrey Rodgers            | 21 maja 2012      |
| Amy mówi Ricky’emu, że rozmawiała z Benem w pizzerii podczas czekania na swoją pizzę, trzy odcinki wcześniej. Ricky mówi, że nie obchodzi go z kim Amy rozmawia, jeśli to tylko rozmowa. Amy ustala datę ślubu na 4 lipca – Narodowe Święto Stanów Zjednoczonych. Dylan chce, by Ben przeniósł się do jej szkoły. Poza tym przekonuje go, by skontaktował się z Henrym. Leo mówi Camille, że nie chce mieć już dzieci. Grace jest zaniepokojona tym, że Kathleen spotyka się z George’em. George mówi Kathleen, że Ann jest lesbijką, co Kathleen przekazuje dalej Grace, w ten sposób bardzo szybko cała okolica jest ogarnięta plotkami, jakoby matka Amy była homoseksualna. |                         |                      |                                            |                   |
| 23 | 4SnP                    | Keith Truesdell      | Brenda Hampton, Kelley Turk, Courtney Turk | 28 maja 2012      |
| Amy w szkole czuje się jakby wszyscy ją obserwowali. Grace jest wściekła, że Amy jest w centrum uwagi. W szkole myślą, że Amy też jest homoseksualna, świadczyć o tym może, zdaniem rozsiewaczy plotek, że wybrała 4 lipca (ulubione święto gejów) jako datę ślubu. Ben pyta doradcę szkolnego o możliwość przeniesienia się do szkoły Dylan. Katleen jest przeciwna zmianie szkoły. Henry odrzuca propozycję Alice do bycia przyjaciółmi „z korzyściami”. Adrian i Grace rozmawiają o marzeniu pocałowania dziewczyny i w rezultacie się całują. Griffin, homoseksualny przyjaciel Ashley, odwiedza George’a Jurgensa pod wpływem plotek. Grace po pocałunku z Adrian stara się udowodnić sobie, że nie jest lesbijką, zrywając przy okazji znajomość z Adrian. Ben rozmawia z ojcem o zmianie szkoły, na co Leo się nie zgadza, argumentując, że jako podatnik nie będzie płacić dodatkowo za edukację syna (w szkole Dylan płaci się czesne). Anne i Ashley wracają z podróży po Europie. Ann wie, że George rozsiał plotkę o jej homoseksualizmie. |                         |                      |                                            |                   |
| 24 | Love is Love            | Gail Bradley         | Brenda Hampton, Anne Ramsay                | 4 czerwca 2012    |
| Grace rozmawia z Kathleen o swoim zdezorientowaniu odnośnie do seksualności. Leo odkrywa, że Ben wziął pieniądze w konta, by złożyć podanie do szkoły Dylan. Chłopak postawia ponownie rozważyć zmianę szkoły bez nacisku ze strony Dylan. Cindy mówi Adrian, by wczuła się w środowisko LGBTQ, zanim wykorzysta swój pocałunek z Grace do rozgłosu. Anne wyznaje rodzinie, że jest lesbijką. We Francji poznała kobietę i utwierdziła się w swojej seksualności. Amy jest przykro, że jej rodzina się już zupełnie rozpadła. Dylan pokazuje Benowi szkołę, podczas wizyty w laboratorium korzystają z palnika. Potem okazuje się, że w szkole wybuchł pożar. Ben panikuje i prosi Alice o wsparcie, co kończy się seksem. Ashley wyznaje Toby’emu, że chciałaby wrócić do Europy. Amy mówi Ricky’emu, że chciałaby jak najszybciej potajemnie wziąć ślub. |                         |                      |                                            |                   |

## Sezon 5 (2012–2013)
| 1 | To Begin With...                     | Keith Truesdell      | Brenda Hampton, Elaine Arata               | 11 czerwca 2012   |
| Amy i Ricky wyjeżdżają gdzieś, zostawiając Johna pod opieką George’a. Wygląda na to, że para wyjechała, by potajemnie wziąć ślub. Anne czuje się osamotniona po tym, jak ujawniła, że jest homoseksualna. Adrian oficjalnie kończy szkołę, trochę jej przykro, że nie ma ceremonii zakończenia. Ashley i Toby decydują się na współżycie seksualne. George czuje się dziwnie, gdy widzi córkę leżącą w łóżku z chłopakiem. Omar, chłopak Adrian, ma być nauczycielem w szkole Grant High. Grace postanawia wrócić do życia przykładnej chrześcijanki. Ben jest przestraszony tym, że mogli razem z Dylan spowodować pożar, dziewczyna natomiast zachowuje spokój. Leo zastanawia się nad wysłaniem syna za granicę, póki nie zainteresowała się nim policja. Jack mówi Grace, że spotyka się z byłą dziewczyną Daniela, Raven. George szczerze rozmawia z Tobym i wyjawia mu, że Amy i Ricky mogli wyjechać, by się pobrać, ale ostrzega chłopaka, by nikomu nie mówił, zwłaszcza Ashley. |                                      |                      |                                            |                   |
| 2 | Shotgun                              | Gail Bradley         | Brenda Hampton                             | 18 czerwca 2012   |
| Amy i Ricky wracają. Leo rozmawia z rodzicami Dylan o prawdopodobieństwie wzniecenia pożaru przez ich dzieci. Grace nadal unika Adrian i ogłasza swój powrót na łono chrześcijaństwa. Ben idzie do Rubena i podczas spotkania mdleje. Całkiem możliwe, że informacja o małżeństwie Amy, którą mu przekazał Ethan, dopełniła czary goryczy i tak osłabionego już chłopaka. Anne mówi Ashley, że dostała się do szkoły gastronomicznej we Włoszech. George wygłasza mowę o tym, jak bardzo dumny jest z Amy i Ricky’ego. Po tym wyznaniu Amy mówi zgromadzonej rodzinie, że się pobrali. |                                      |                      |                                            |                   |
| 3 | I Do and I Don’t                     | Keith Truesdell      | Brenda Hampton                             | 25 czerwca 2012   |
| Leo rozmawia od serca z Rickym, mówi, że jest bardzo dumny z niego i chciałby, żeby chłopak po skończeniu studiów związał swoją karierę zawodową z firmą Boykewichów. Daje mu także kopertę z pieniędzmi. W szkole czeka niespodzianka na Amy. Zorganizowany jest performance, podczas którego Lauren i Madison śpiewają piosenkę Bruno Marsa „Marry You”, a Dylan przygotowała tort weselny. Na terenie college’u Ricky spotyka Adrian, która mówi mu, że Ben go nienawidzi i żeby nie cieszył się uznaniem ze strony Leo, bo Ben będzie chciał się odegrać. Katelyn prosi Amy, by zaopiekowała się pierwszoklasistką Kathy, która jest w szóstym miesiącu ciąży. Rozdrażniony Ben wyraża swoje niezadowolenie, mówiąc Amy, że ją kocha i nazywając Omara zboczeńcem. Stęskniony za domem Jacob wyjeżdża. Ashley chce, by Toby pojechał z nią do Włoch. Amy i Ricky oglądają nagranie ze ślubu, które pokazuje, że para uciekła sprzed ołtarza, ponieważ zatrudnili szalonego pastora. |                                      |                      |                                            |                   |
| 4 | Lies and Byes                        | Gail Bradley         | Brenda Hampton                             | 9 lipca 2012      |
| Ricky chce przyznać się do tego, że nie wzięli z Amy ślubu, jednak Amy nie chce burzyć radości innych. Anne i George odkrywają, że Ashely wyjechała do Włoch, a możliwe to było dzięki pieniądzom od babci. Lauren, Madison i Anne chcą przygotować przyjęcie weselne dla Amy i Ricky’ego, pomimo protestów Amy. Grace doradza Adrian zaangażowanie się w sprawy wiary, bo dzięki temu ominą ją nieprzyjemności związane z plotką, jakoby Omar był zboczeńcem. Ben wyznaje Rubenowi, tym razem w jego gabinecie prokuratorskim, że mógł wraz z Dylan spowodować pożar. Amy przyznaje się Ricky’emu, że nie chce dużego wesela, ponieważ jej rodzina już się rozsypała. Margaret i Shakur, przybrani rodzice Ricky’ego, planują wielkie hinduskie wesele. Oprócz tego Nora we własnym zakresie szuka miejsca na uroczyste spotkanie weselne. |                                      |                      |                                            |                   |
| 5 | Past History                         | Anson Williams       | Brenda Hampton, Kelley Turk, Courtney Turk | 16 lipca 2012     |
| Ricky próbuje przekonać Amy, by wyznali bliskim, że nie wzięli ślubu. Amy zostawia w szkole swoją torebkę, w której był prezent od babci. Po powrocie nie mówi Ricky’emu, co ją trapi, ale okazuje się, że Madison znalazła torebkę i podrzuciła do ich mieszkania. Ethanowi podoba się Kathy, dziewczyna, nad którą Amy ma opiekę w szkole. Chłopak prosi Madison o udzielenie intymnych rad. Dylan dość szorstko rozmawia z Benem o wizycie detektywa w jej domu i przesłuchiwania w sprawie pożaru. Następnie koleżanki Dylan każą mu trzymać się od niej z daleka. W college’u Ricky napotyka Clementine, dawną koleżankę, która była niczym siostra dla niego w zastępczym domu. Nowi trenerzy próbują zrobić z Jacka dobrego chrześcijanina przy pomocy Grace. Jack mówi Grace, że ją kocha i chce być z nią, jeśli będą uprawiać seks. Grace spotyka Granta, który opowiada o letnim obozie medycznym, na którym wiele się działo. Grace żałuje, że nie pojechała. Ben zostaje uwolniony od podejrzeń o wzniecenie pożaru. |                                      |                      |                                            |                   |
| 6 | Holy Rollers                         | Lindsley Parsons III | Brenda Hampton, Jeffrey Rodgers            | 23 lipca 2012     |
| Grace zdaje się przekonała wszystkich do przyjścia do kościoła. Jednak nabożeństwo przynosi wiele niespodzianek. Amy spotyka George’a, który siedzi wraz z Kathleen, Grace i Tomem, a Jack przychodzi w towarzystwie Madison. Ethan, który przyszedł z Kathy, gra na organach. George czuje, że zranił Amy i nie zostaje na obiedzie u Kathleen, bo chce czym prędzej porozmawiać z córką. W mieszkaniu Amy i Ricky’ego, czekając na nich, ogląda przypadkowo na laptopie nagranie z ich „ślubu”. Mający zakaz kontaktu ze sobą Ben i Dylan próbują spotkać się, korzystając z pomocy Henry’ego i Alice. Do Adrian przychodzi matka Omara, by poznać lepiej dziewczynę i zaprasza ją w rewizytę, a także do jej kościoła. Amy wyznaje Margaret, że nie chce, by Ann była na jej weselu. Ethan i Kathy całują się. |                                      |                      |                                            |                   |
| 7 | Girlfriends                          | Keith Truesdell      | Brenda Hampton, Paul Perlove               | 30 lipca 2012     |
| Amy namawia Kathy, by zaprzyjaźniła się z dziewczynami ze szkoły. Ben i Omar ostatecznie się godzą w gabinecie doradcy szkolnego. Przy okazji Omar mówi, że chciałby poślubić Adrian. Alice wyjawia Henry’emu, że przespała się z Benem. Henry, który miał pomóc w schadzce Dylan i Bena, chce się teraz odegrać. Ben ubliża Leo i Camille, po czym kobieta go uderza. Grace wprasza się na wieczór do Amy i Ricky’ego, Ricky zaprasza Clementine. Podczas spotkania wychodzi na jaw, że Jack spał z Clementine. Na koniec przychodzi Adrian. Kathy oczekuje swoich nowych koleżanek, które mają zostać na noc u niej. Dziewczęta długo się nie pojawiają i Kathy myśli, że została oszukana, jednak po jakimś czasie przychodzą, zastając u niej Ethana. Henry poznaje rodziców Dylan. Spędza z nimi wieczór, wyraźnie irytując Dylan, która chciała się spotkać z Benem. Na koniec spotkania Henry mówi Dylan, że spodobała mu się podczas imprezy, ale Ben podszedł do niej pierwszy, i prosi ją o szansę. |                                      |                      |                                            |                   |
| 8 | Setting Things Straight              | Gail Bradley         | Brenda Hampton, Elaine Arata               | 6 sierpnia 2012   |
| Leo rozmawia z Katelyn, doradcą szkolnym, na temat Bena. Boykewich mówi dużo o zawiedzionych uczuciach Bena do Amy, obwinia dziewczynę za niepowodzenia syna. Wszystko słyszy Amy, która przechodziła korytarzem. Kathy jest zaniepokojona, gdy Ethan oświadcza, że chce częścią życia jej i jej dziecka. Chłopak prosi Bena o rady, mając na uwadze, że Ben chodził z Amy, gdy ta była w ciąży. Zdenerwowany prośbą Ethana Ben wygłasza na korytarzu mowę dla pierwszoklasistów, w której twierdzi, że szkolny czas będzie zmarnowany. Dylan mówi Benowi, że chciałaby się spotykać z Henrym, póki nie może się spotykać z Benem. Amy, Grace i Adrian spotykają się w domku gościnnym Bowmanów. Adrian inicjuje rozmowę o partnerach seksualnych, co wprowadza Amy w zmieszanie, gdyż nie ma zbytniego doświadczenia, jej jedynym partnerem jest Ricky, podczas gdy Adrian spała z wieloma chłopakami. Skonsternowana Amy rozmawia o tym z George’em, który właśnie szedł do Kathleen. Ethan pyta Margaret, swoją matkę adopcyjną, czy nie mogłaby zaopiekować się dzieckiem Kathy. Clementine mówi Jackowi, że czuje się zraniona, że potraktował ją jak rzecz. George daje rady Ricky’emu do polepszenia współżycia z Amy.                                                                                           |                                      |                      |                                            |                   |
| 9 | Property Not For Sale                | Keith Truesdell      | Brenda Hampton, Elaine Arata               | 13 sierpnia 2012  |
| Kathy spotyka się z przyszłymi rodzicami adopcyjnymi swojej córki. Towarzyszy jej Ethan robiąc kąśliwe uwagi parze, czym wprawia Kathy w zdenerwowanie. Margaret jest również zła na swego adoptowanego syna, że wtrąca się w nieswoje sprawy. Adrian zostaje zaczepiona przez sutenera, który oferuje jej pracę jako prostytutka. Kathleen i George odkrywają u Toma pornograficzną książkę „Fifty Spices”. Tom twierdzi, że czyta ją z samotności. Do Jacka przychodzi młodociana prostytutka oferując swoje usługi. Chłopak nie jest zainteresowany, lecz dziewczyna chce od niego pieniądze, bo musi dostarczyć swojemu alfonsowi codziennie wyznaczoną kwotę. Jack prawie daje jej pieniądze, gdy zjawia się policja. Okazuje się, że nieletnia prostytutka została uprowadzona trzy lata temu z domu. Informacja o Jacku pojawia się na pierwszej stronie gazety. |                                      |                      |                                            |                   |
| 10 | Regrets                              | Gail Bradley         | Brenda Hampton, Elaine Arata               | 20 sierpnia 2012  |
| O Jacku jest głośno. Na trening przyjeżdża telewizja, by przeprowadzić z nim wywiad. W wystąpieniu uczestniczy także Grace. Jack niechcący na wizji mówi, że kiedyś uprawiali z Grace seks. Wywiad idzie na żywo i niebawem staje się tematem dnia wśród ludzi znających parę. Grant podrwiwa sobie z Grace, mówiąc, że być może jej marzeniem jest poślubić Jacka, urodzić dzieci i dopiero jak dzieci dorosną pójść do college’u. Amy dostaje list akceptacyjny z Hudson University w Nowym Jorku, co zastanawia Ricky’ego. W rozmowie z matką Amy mówi, że chciałaby tam studiować i mieszkać razem Rickym i Johnem. Leo i Camille biorą ślub. Para myśli o adopcji dziecka. Ben obdzwania znajomych, by podzielić się nowiną o ślubie ojca. Dzwoni również do Amy przy okazji mówiąc o dostaniu się na ten sam uniwersytet, co rozsierdza Ricky’ego. Matka Ann rozgłasza w Internecie, że jej córka jest homoseksualna. Ann przychodząc do domu widzi kilkanaście kobiet w salonie. Myśli, że to kandydatki na jej partnerkę. Nora uspokaja ją, mówiąc, że to jej koleżanki z AA, jednocześnie zapoznając ją z Willowdine, która jest lesbijką. Omar jest poważnie zainteresowany przyszłością z Adrian. Chciałby z nią zamieszkać, ale po zaręczynach. Do Jacka przychodzi stręczyciel Mickey z kijem baseballowym |                                      |                      |                                            |                   |
| 11 | Half Over                            | Anson Williams       | Brenda Hampton                             | 27 sierpnia 2012  |
| 12 | Hedy’s Happy Holiday House           | Keith Truesdell      | Brenda Hampton                             | 19 listopada 2012 |
| 13 | To Each Her Own                      | Lindsley Parsons III | Brenda Hampton                             | 18 marca 2013     |
| 14 | It’s a Miracle                       | Keith Truesdell      | Brenda Hampton, Elaine Arata               | 25 marca 2013     |
| 15 | Untying the Knot                     | Gail Bradley         | Brenda Hampton, Jeffrey Rodgers            | 1 kwietnia 2013   |
| 16 | Shiny and New                        | Gail Bradley         | Paul Perlove                               | 8 kwietnia 2013   |
| 17 | Fraid So                             | Anson Williams       | Kelley Turk, Courtney Turk                 | 15 kwietnia 2013  |
| 18 | Money for Nothin                     | Lindsley Parsons III | Brenda Hampton, Elaine Arata               | 22 kwietnia 2013  |
| 19 | Interference                         | Keith Truesdell      | Brenda Hampton, Elaine Arata               | 29 kwietnia 2013  |
| 20 | First and Last                       | Gail Bradley         | Brenda Hampton, Elaine Arata               | 6 maja 2013       |
| 21 | All My Sisters With Me               | Keith Truesdell      | Brenda Hampton, Jeffrey Rodgers            | 13 maja 2013      |
| 22 | When Bad Things Happen to Bad People | Gail Bradley         | Brenda Hampton, Elaine Arata               | 20 maja 2013      |
| 23 | Caught in a Trap                     | Keith Truesdell      | Brenda Hampton, Elaine Arata               | 27 maja 2013      |
| 24 | Thank You And Goodbye                | Gail Bradley         | Brenda Hampton                             | 3 czerwca 2013    |